# ポルトガル

ポルトガル共和国
República Portuguesa

国の標語：なし
国歌：A Portuguesa（ポルトガル語）
ポルトガルの歌

1. 
2. 

ポルトガル共和国（ポルトガルきょうわこく、ポルトガル語: República Portuguesa）、通称ポルトガルは、南ヨーロッパのイベリア半島に位置する共和制国家。首都はリスボン。ユーラシア大陸最西端の国である。北と東にスペインと国境を接し、国境線の総延長は1,214kmに及ぶ。西と南は大西洋に面している。ヨーロッパ大陸部以外にも、大西洋上にアゾレス諸島とマデイラ諸島を領有している。

## 国名
正式名称はポルトガル語で、República Portuguesa（[ʁɛˈpuβlikɐ puɾtuˈɣezɐ] レプーブリカ・プルトゥゲザ）。通称、Portugal （[puɾtuˈɣaɫ] プルトゥガル）。
日本語の表記は、ポルトガル共和国。通称 ポルトガル 。
漢字表記は葡萄牙で、 葡と略される。これは広東語の発音（Pou4tou4nga4≒ポウトウガー）による漢字表記に由来し、19世紀の中国南部で生まれ、日本を含む周辺国に伝わった表記である。それまでは「波爾杜瓦爾」「保留止賀留」「蒲麗都家」などの多くの表記もあったが、幕末期より日本でも葡萄牙の漢字表記が優勢となっている。
葡語表記はPortugal、国民・形容詞はPortuguês。
国名の由来は、ポルトのラテン語名である「Portus Cale（ポルトゥス・カレ、「カレの港」の意）が転訛したものとされている。

## 歴史

### 先史時代とローマ化
現在から35,000年前にはクロマニョン人がピレネー山脈を越えてイベリア半島に進出し始め、ポルトガルにもコア川（ドウロ川支流）沿いに動物壁画が残されている。紀元前3000年ごろに新石器時代に突入すると、この地でも農業が始まった。紀元前1000年ごろにイベリア半島に到達したフェニキア人によって青銅器文明がもたらされ、ギリシャ人もこの地を訪れた。当時この地にはイベリア人が定住していたが、紀元前900年ごろから断続的にケルト人が侵入を続けた。
紀元前201年に第二次ポエニ戦争に勝利したローマ共和国は、それまでイベリア半島に進出していたカルタゴに代わって半島への進出を始めた。先住民のルシタニア人はヴィリアトゥスの指導のもとでローマ人に抵抗したが、紀元前133年にはほぼローマによるイベリア半島の平定が完了し、現在のポルトガルに相当する地域は属州ルシタニアとガラエキアに再編された。これ以降、「ローマの平和」のもとでイベリア半島のラテン化が進んだ。

### ゲルマン諸王国とイスラームの侵入

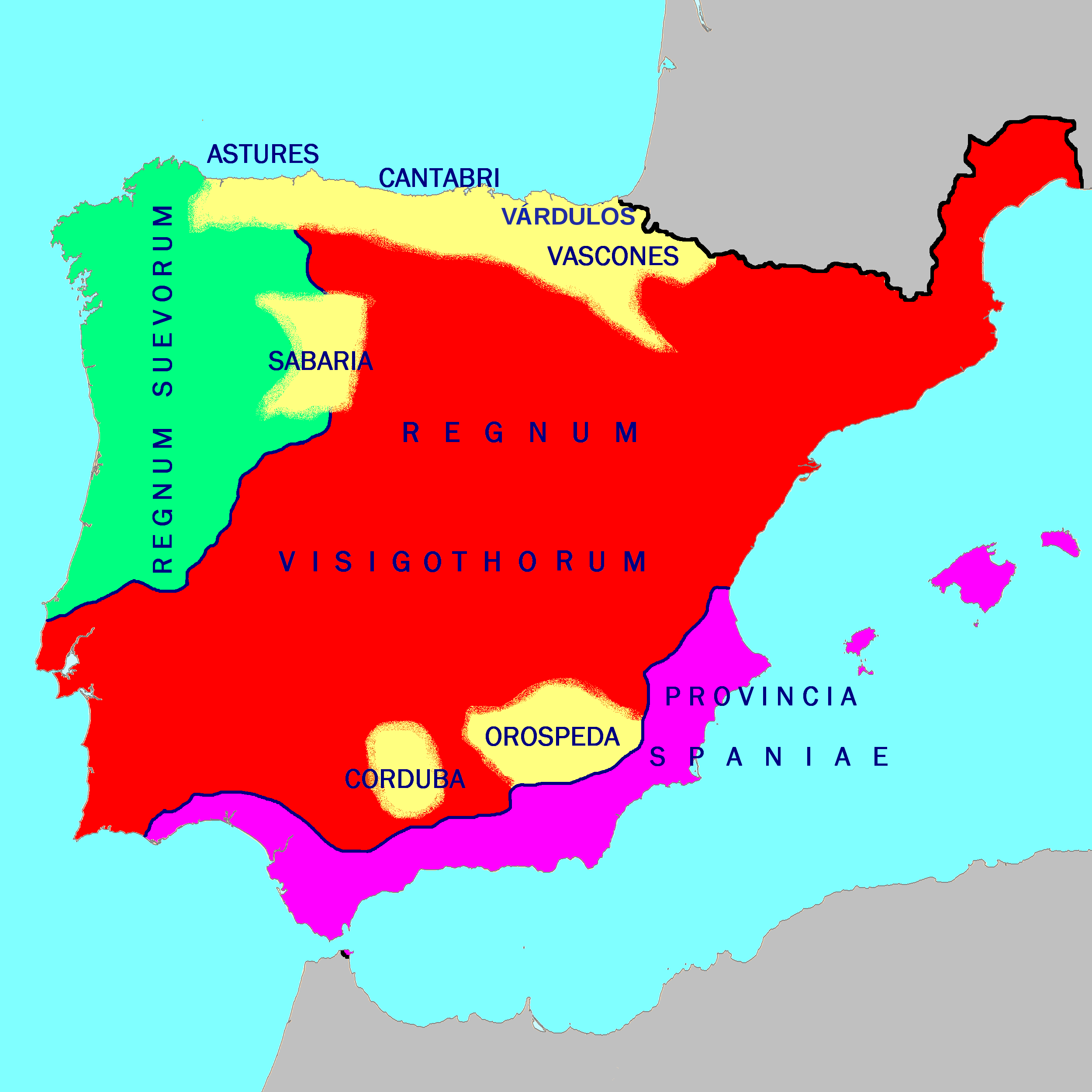
紀元560年のイベリア半島の勢力図。スエヴィ王国と西ゴート王国が並立している。ピンクはローマ領ヒスパニア属州

ローマ帝国が衰退すると、イベリア半島にもゲルマン人が侵入を始めた。411年にガラエキアに侵入したスエヴィ人はスエヴィ王国を建国し、西ゴート人の西ゴート王国がこれに続いた。西ゴート王国は585年にスエヴィ王国を滅ぼし、624年に東ローマ領（スパニア属州）を占領、キリスト教の下でイベリア半島を統一したが、内紛の末に711年にウマイヤ朝のイスラーム遠征軍によって国王ロデリックが戦死し、西ゴート王国は滅亡してイベリア半島はイスラーム支配下のアル＝アンダルスに再編された。アンダルスには後ウマイヤ朝が建国され、西方イスラーム文化の中心として栄えた。
キリスト教勢力のペラーヨがアストゥリアス王国を建国し、722年のコバドンガの戦いの勝利によってイベリア半島でレコンキスタが始まったあと、868年にアストゥリアス王国のアルフォンソ3世はガリシア方面からポルトゥ・カーレを解放し、ヴィマラ・ペレスを最初の伯爵としたポルトゥカーレ伯領が編成された。1096年にこのポルトゥカーレ伯領とコインブラ伯領が、アルフォンソ6世からポルトゥカーレ伯領を受領したブルゴーニュ出身の騎士エンリケ・デ・ボルゴーニャのもとで統合したことにより、現在のポルトガルに連続する国家の原型が生まれた。

### ポルトガル王国の盛衰
ポルトゥカーレ伯のアフォンソ・エンリケスは、1139年にオーリッケの戦いでムラービト朝を破ったことをきっかけに自らポルトガル王アフォンソ1世を名乗り、カスティーリャ王国との戦いのあと、ローマ教皇の裁定によってサモラ条約が結ばれ、1143年にカスティーリャ王国の宗主下でポルトガル王国が成立した。
ポルトガルにおけるレコンキスタはスペインよりも早期に完了した。1149年には十字軍の助けを得てリスボンを解放し、1249年には最後のムスリム拠点となっていたシルヴェスとファロが解放された。レコンキスタの完了後、首都が1255年にコインブラからリスボンに遷都された。1290年にはポルトガル最古の大学であるコインブラ大学が設立された。また、1297年にはカスティーリャ王国との国境を定めるためにアルカニーゼス条約が結ばれ、このときに定められた両国の境界線は現在までヨーロッパ最古の国境線となっている。また、この時期にポルトガル語が文章語となった。
ディニス1世のもとで最盛期を迎えたボルゴーニャ朝は14世紀半ばから黒死病の影響もあって衰退し、百年戦争と連動したカスティーリャとの戦争が続く中、1383年に発生した民衆蜂起をきっかけに親カスティーリャ派と反カスティーリャ派の対立が激化した。最終的にイングランドと結んだ反カスティーリャ派の勝利によって、コルテス（イベリア半島の身分制議会）の承認のもとで1385年にアヴィス朝が成立し、ポルトガルはカスティーリャ（スペイン）から独立した。

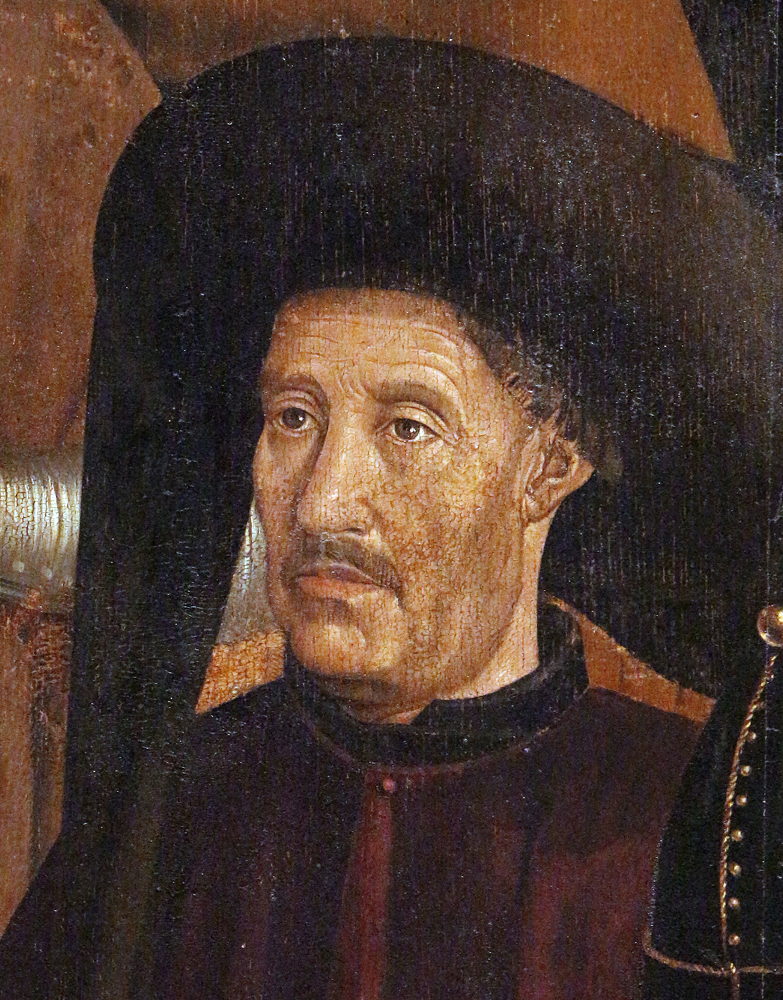
エンリケ航海王子

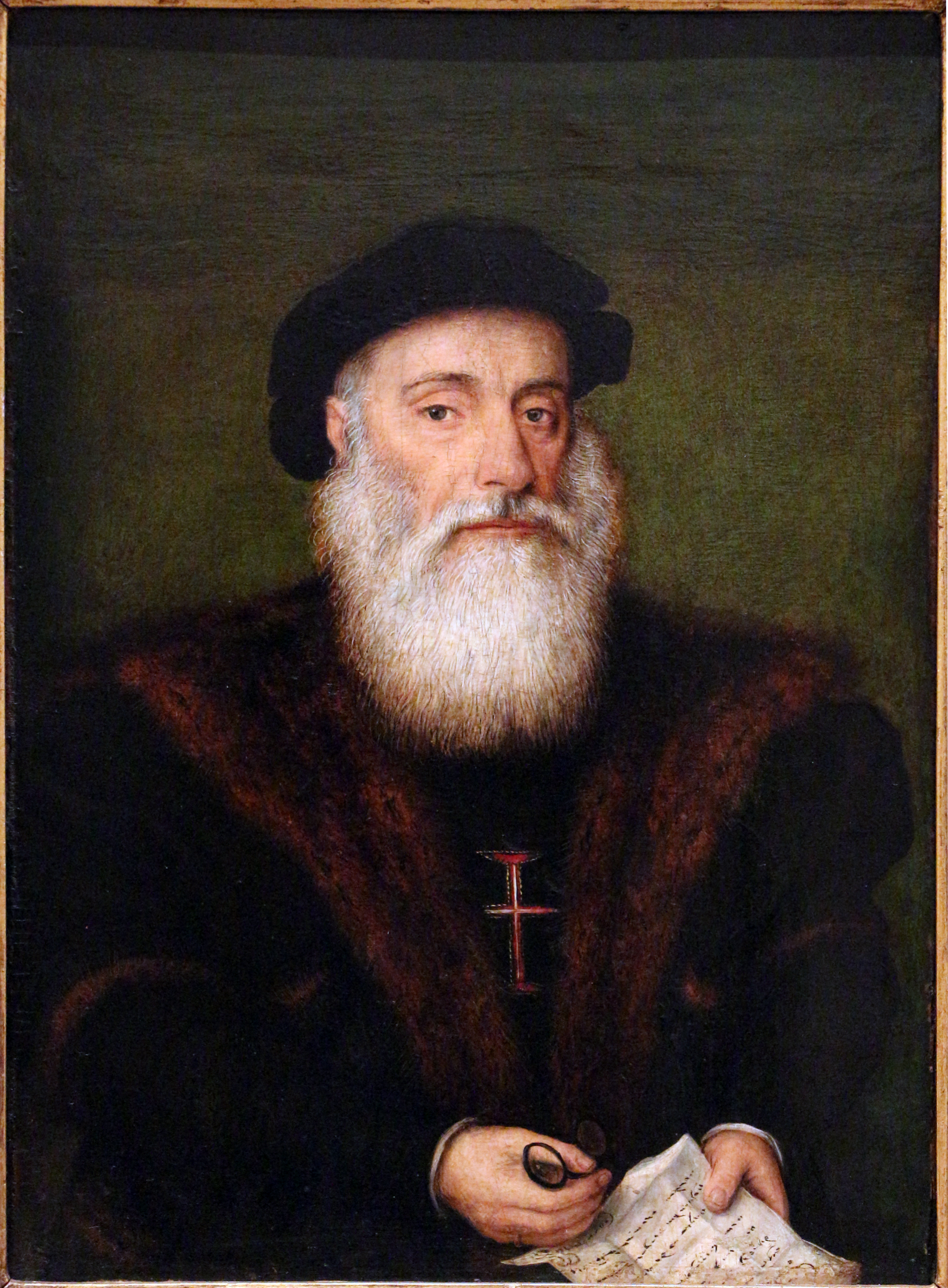
ヴァスコ・ダ・ガマ

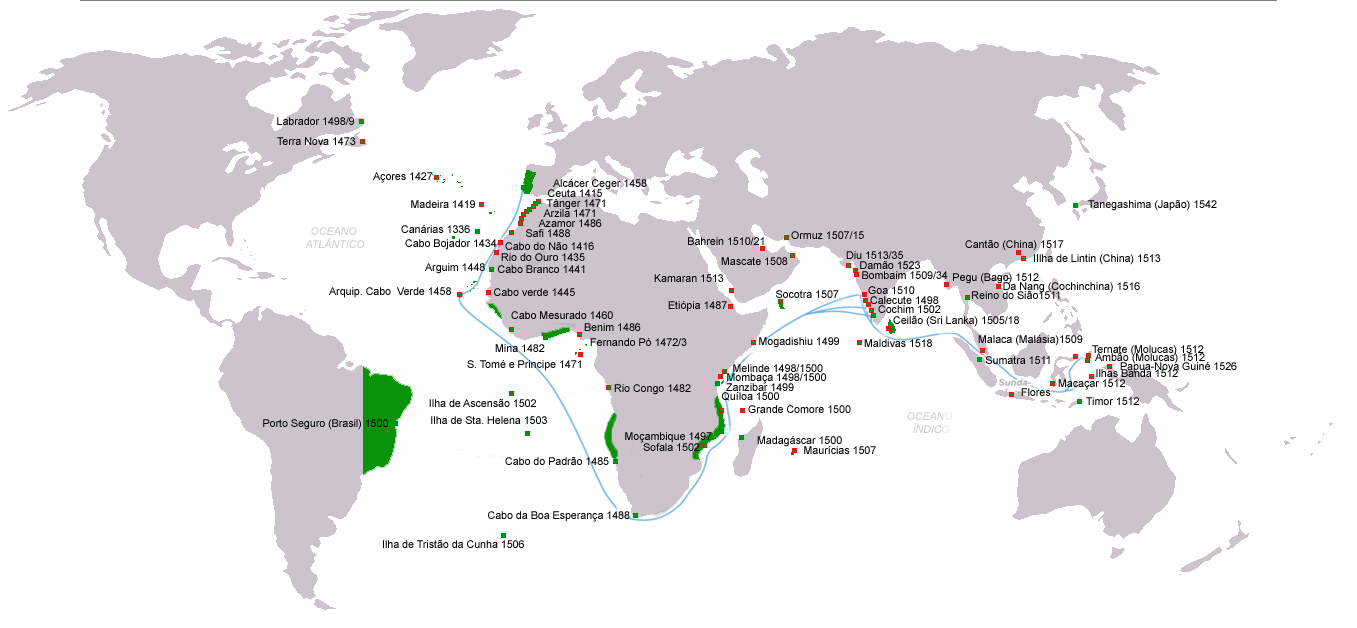
16世紀ポルトガルの領土拡張

ヨーロッパでもっとも早くに絶対主義を確立したアヴィス朝は海外進出を積極的に進め、1415年にポルトガルはモロッコ北端の要衝セウタを攻略した。この事件は大航海時代の始まりのきっかけとなり、以後、エンリケ航海王子（1394年 - 1460年）を中心として海外進出が本格化した。ポルトガルの探検家はモロッコや西アフリカの沿岸部を攻略しながらアフリカ大陸を西回りに南下し、1482年にはコンゴ王国に到達、1488年にはバルトロメウ・ディアスがアフリカ大陸南端の喜望峰を回り込んだ。
1492年にグラナダ戦争に勝利してレコンキスタが終結したスペインが、1494年にポルトガルとトルデシリャス条約を結び、ヨーロッパ以外の世界の分割を協定した。条約に基づいてポルトガルの探検家の東進はさらに進み、1498年にヴァスコ・ダ・ガマがインドに到達した。また、1500年にインドを目指したペドロ・アルヴァレス・カブラルがブラジルを「発見」し、ポルトガルによるアメリカ大陸の植民地化が進んだ。
以後、ブラジルは1516年にマデイラ諸島からサトウキビが持ち込まれたこともあり、黒人奴隷貿易によってアフリカから多くの人々がブラジルに連行され、奴隷制砂糖プランテーション農業を主産業とする植民地となった。ブラジルはポルトガルに富をもたらすと同時にブラジルそのものの従属と低開発が決定づけられ、ポルトガルにもたらされた富はイギリスやオランダなどヨーロッパの先進国に流出し、イスパノアメリカの金銀とともに資本の本源的蓄積過程の原初を担った。一方、1509年のディーウ沖の海戦で勝利し、インド洋の制海権を確保してマラッカ、ホルムズとさらに東進したポルトガル人は、1541年 - 1543年には日本へもやってきた。ポルトガル人の到達をきっかけに日本では南蛮貿易が始まり、織田信長などの有力大名の保護もあって南蛮文化が栄えた。さらに、1557年には明からマカオの居留権を得た。この時にポルトガル商人は日本人や中国人らを奴隷として買い付け、奴隷貿易を行い、16～17世紀にかけて続いた（後述）。

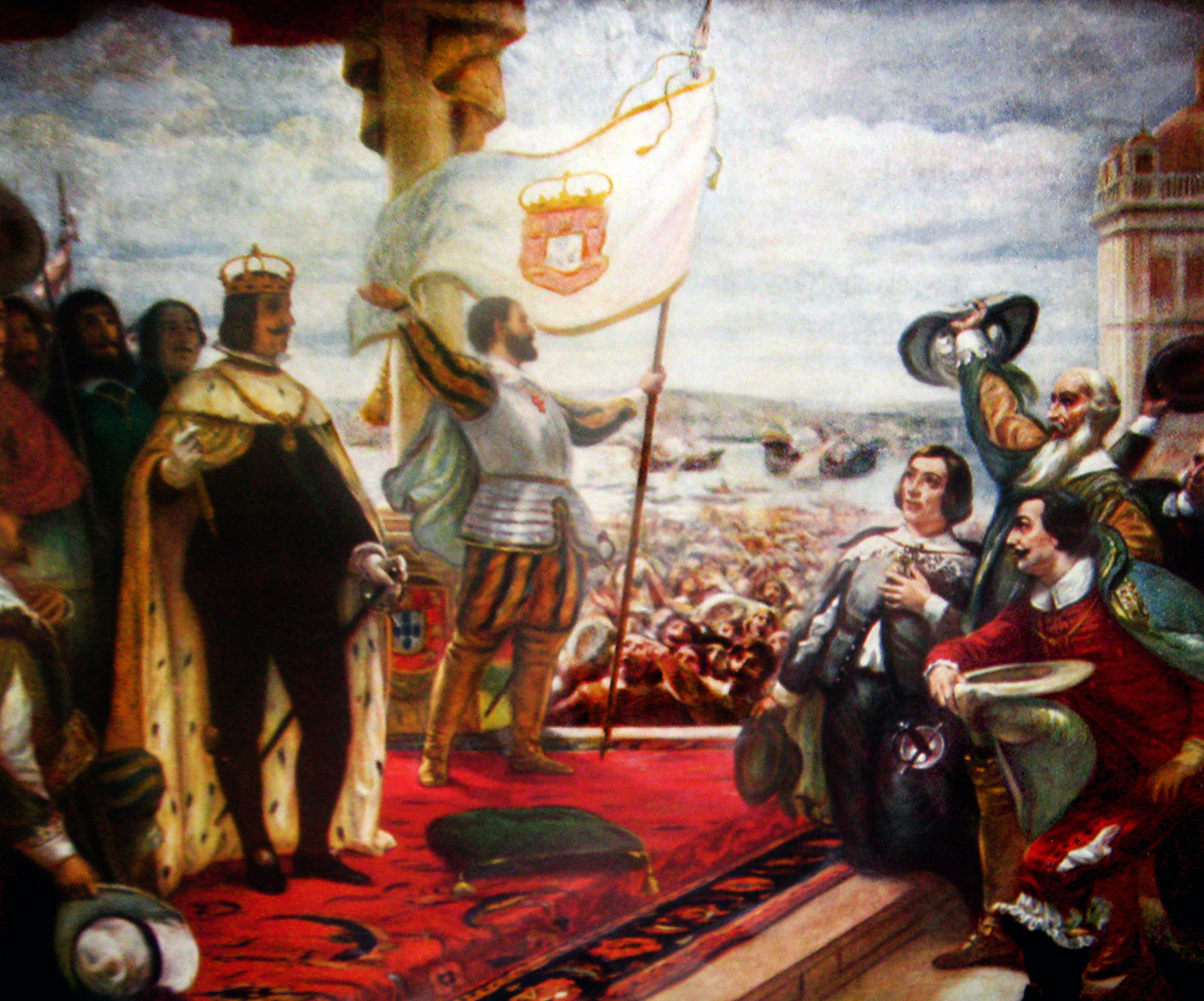
ジョアン4世の即位（ポルトガルの独立回復）

こうしてポルトガルは全世界に広大な植民地を獲得したが、国力の限界を越えた拡張とインド洋の香料貿易の衰退によって16世紀後半から徐々に衰退を始め、さらにモロッコの内紛に乗じて当地の征服を目指したセバスティアン1世が1578年にアルカセル・キビールの戦いで戦死したことにより、決定的な危機を迎えた。アルカセル・キビールの戦いの余波は、最終的に1580年のアヴィス朝断絶による、ポルトガルのスペイン・ハプスブルク朝併合に帰結した（スペイン帝国）。
スペイン併合後もポルトガルは形式上同君連合として、それまでの王国機構が存置されたため当初は不満も少なかったが、次第に抑圧に転じたスペインへの反感が強まり、1640年のカタルーニャの反乱（収穫人戦争）をきっかけとしたポルトガル王政復古戦争によりスペインから独立し、ブラガンサ朝が成立した。一方、この時期に植民地では、スペイン併合中の1624年にネーデルラント連邦共和国のオランダ西インド会社がブラジルに侵入し、サルヴァドール・ダ・バイーアを占領した。ブラジル北東部にオランダがオランダ領ブラジルを成立（オランダ独立戦争）させたことにより、ブラガンサ朝の独立後の1646年に、これを危機と感じた王家の図らいによってブラジルが公国に昇格し、以降ポルトガル王太子はブラジル公を名乗るようになった。
1654年にオランダ人はブラジルから撤退し、1661年のハーグ講和条約で、賠償金と引き換えにブラジルとポルトガル領アンゴラ（現・アンゴラ）の領有権を認められた。アフリカでは、アンゴラの支配を強化したポルトガルは1665年にコンゴ王国を事実上滅ぼした。また、この時期にモザンビークの支配も強化されたが、18世紀までにそれ以外の東アフリカ地域からはオマーン＝ザンジバルによって駆逐された。南アメリカではトルデシリャス条約で定められた範囲を越えてバンダ・オリエンタル（現在のウルグアイ）にコロニア・ド・サクラメントを建設し、以降南アメリカでスペインとの戦争が続いた。
1696年にはブラジルでパルマーレスのズンビを破り、ブラジル最大の逃亡奴隷国家キロンボ・ドス・パルマーレスを滅ぼしたことにより支配を安定させ、1750年にはスペイン帝国とマドリード条約を結び、バンダ・オリエンタルと引き換えに、アマゾン川流域の広大な領有権を認められ、現在のブラジルに繋がる国境線の前進を果たした。
広大な植民地を獲得したブラガンサ朝は、17世紀から18世紀にかけて植民地、特にブラジル経営を進めることによって繁栄を保とうとし、ヨーロッパの戦乱には中立を保ったが、産業基盤が脆弱だったポルトガルは1703年にイギリスと締結したメシュエン条約によって、同国との間に経済的な従属関係が成立した。1696年にブラジル南東部のミナスで金が発見され、ゴールドラッシュが発生したため、ポルトガルには多量の金が流入したが、そうして流入した金の多くはイギリスに流出し、国内では奢侈や建築に使用され、産業を産み出さないまま貴族と聖職者が権勢を奮う絶対主義が続き、ピレネー山脈の北部との社会、経済的な隔絶は大きなものとなった。
1755年のリスボン大地震のあと、ジョゼ1世のもとで権力を握ったセバスティアン・デ・カルヴァーリョ（のちのポンバル侯爵）はポルトガルにおける啓蒙専制君主の役割を果たし、工業化や王権の拡大、植民地経営の徹底、イエズス会の追放などを行ったが、ジョゼ1世の死後には権力を失った。
1777年に即位したマリア1世の時代にもポンバル侯が進めた政策は続いたものの、1789年のフランス革命によってフランス革命戦争/ナポレオン戦争が勃発すると、国内が親英派と親仏派の対立で揺れる中で、1807年11月にジュノー将軍がリスボンに侵攻し、王室はブラジルに逃れた。ポルトガル本国は半島戦争（スペイン独立戦争）に突入し、介入したイギリス軍の占領を蒙る一方で、以後1808年から1821年まで南米のリオデジャネイロがポルトガルの正式な首都となり、1815年にはブラジルが王国に昇格し、ポルトガル・ブラジル及びアルガルヴェ連合王国が成立した。フランスは1811年にポルトガルから撤退したが、王室はブラジルから帰還する気配を見せなかった。

### 近代のポルトガル

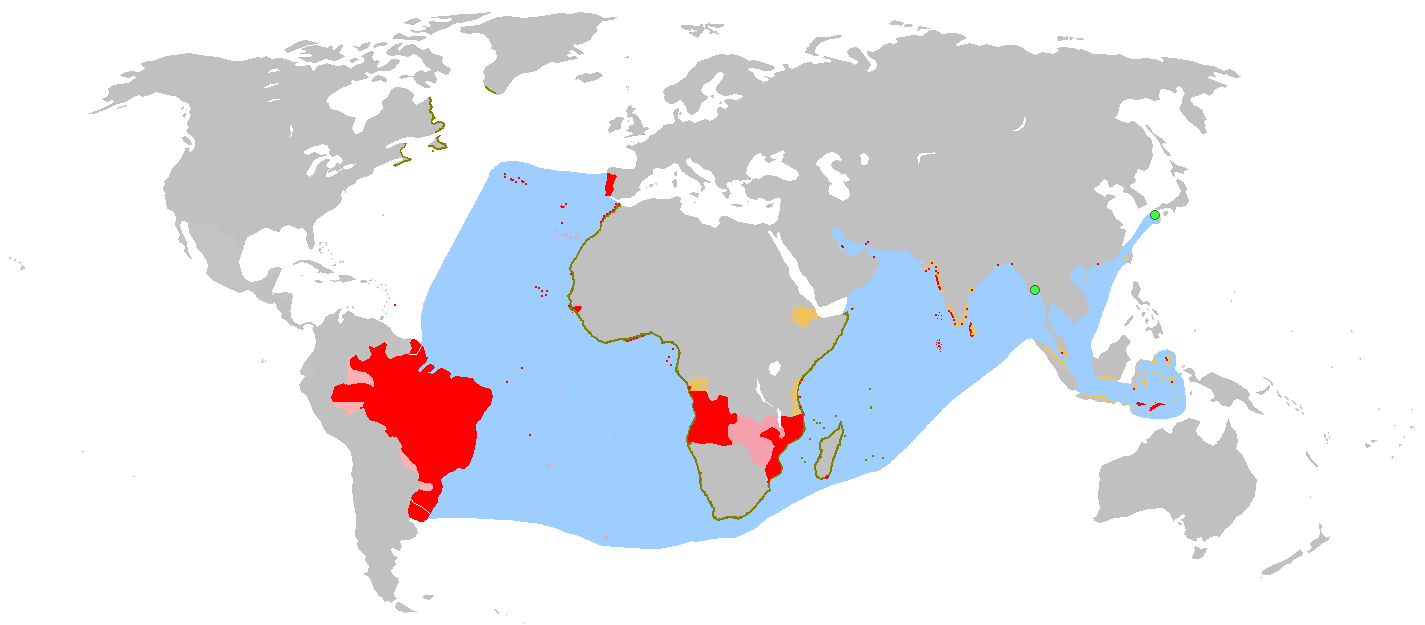
19世紀末までにポルトガル帝国が領有した経験を持つ領域

ナポレオン戦争終結後も王室は遷都先のブラジルに留まり続け、ポルトガル本土ではイギリス軍による軍政が続いたが、イギリス軍への不満を背景にした民衆蜂起により1820年にポルトで自由主義革命が勃発し、10月にイギリス軍は放逐された。翌1821年に招集されたコルテスでは憲法が制定され、ジョアン6世がポルトガルに復帰し、立憲君主制に移行した。ブラジルでも革命を受けてジョアン6世が帰国すると、ブラジル人の国民主義者たちによる独立運動が盛んとなり、ブラジル独立戦争の末に1822年にジョゼー・ボニファシオらを中心とするブラジル人ブルジョワジーたちがポルトガル王太子ドン・ペドロを皇帝ペドロ1世に擁立し、ブラジル帝国が独立した。ブラジルの独立によってポルトガルは最大の植民地を喪失した。戦乱でそれまでの産業基盤が崩壊していたポルトガルにとって、それまで多大な富をもたらしていたブラジル喪失の影響は非常に大きなものとなった。
ブラジルの独立後、国内の自由主義者と保守主義者の対立を背景に、ブラガンサ王家の王位継承問題がきっかけとなって1832年から1834年までポルトガル内戦が続いた。内戦は自由主義者の勝利に終わり、自由主義側の代表となった元ブラジル皇帝ペドロ1世がポルトガル王ペドロ4世に即位することで幕を閉じた。その後、自由主義者と保守主義者の主導権争いが続き、1842年にブラジル帝国憲法をモデルにした君主権限の強い憲章体制が確立され、農村における大土地所有制と零細農民の併存という土地所有制度が維持された。憲章体制のもとでロタティヴィズモと呼ばれる二大政党制が確立され、鉄道の普及が進んだことによる国内市場の統一も進んだが、ポルトガルにおける議会制民主主義はカシキズモ（葡: Caciquismo）と呼ばれる農村部のボス支配がその実態であり、権力を握ったブルジョワジー主導の大土地所有制度の拡大が進んだ。さらに大土地所有制の強化による余剰労働力の受け皿となるべき工業化が進まなかったこともあって、19世紀後半から20世紀後半まで多くのポルトガル人がブラジルやポルトガル領アフリカ、西ヨーロッパ先進国に移住することとなった。
また、19世紀になっても工業化が進まず、農業においても徐々に国内市場が外国の農産物に席巻されるようになったため、ポルトガルのブルジョワジーは新たな市場を求めてアフリカに目を向けた。それまでにもブラジル喪失の直後からアフリカへの進出は進められていたが、19世紀末のアフリカ分割の文脈の中でポルトガルのアフリカ政策も活発化した。列強によるアフリカ分割が協議されたベルリン会議後の1886年には、大西洋のポルトガル領アンゴラとインド洋のポルトガル領モザンビークを結ぶ「バラ色地図」構想が打ち出されたが、1890年にアフリカ縦断政策を掲げていたイギリスと、アンゴラ＝モザンビーク間に存在した現在のザンビア、マラウイ、ジンバブエに相当する地域をめぐって対立したポルトガル政府がイギリスの圧力に屈する形でこれらの地域を失うと、アフリカにおけるポルトガル領の拡張は頓挫した。この事件がきっかけとなって共和主義者による王政への批判が進み、王党派は共和主義者による攻撃を受けることになった。そのほかにも1887年にマカオの統治権を清より獲得している。

### 共和制の成立とエスタド・ノヴォ体制

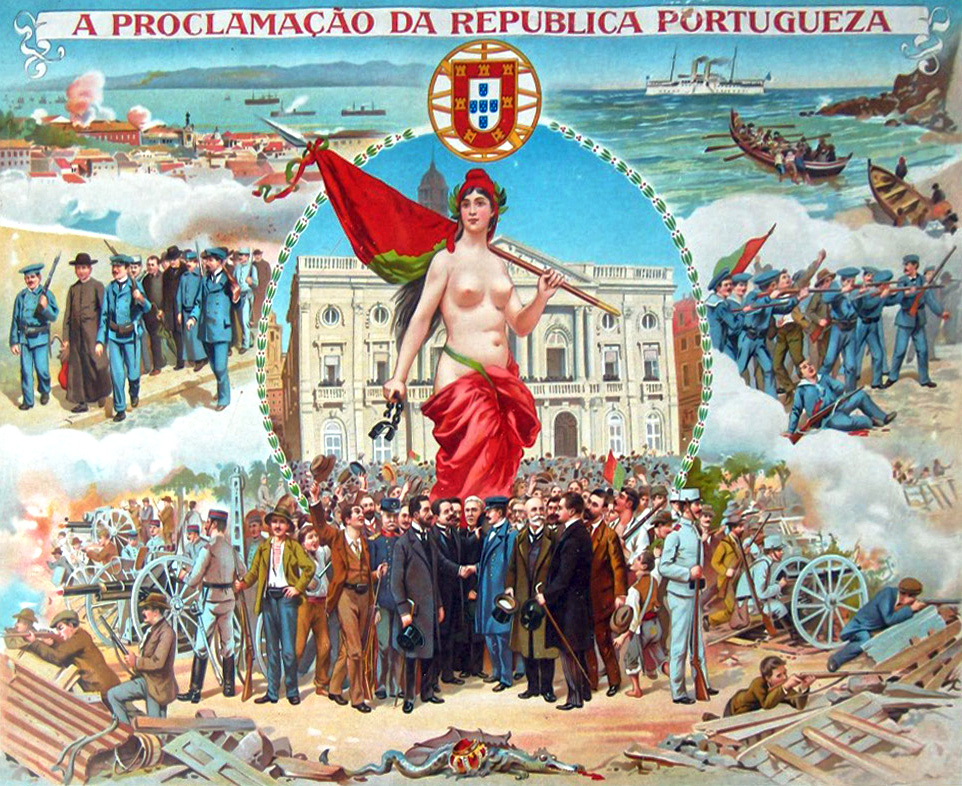
共和制革命の寓意画

1910年10月3日に共和主義者が反乱を起こすと、反乱は共和主義に共鳴する民衆蜂起となり、国王マヌエル2世が早期に亡命したこともあって、1910年10月5日革命が成功し、ブラガンサ朝は倒れ、ポルトガルは共和政に移行した。翌1911年には急進的な1911年憲法が制定され、反乱を扇動した王党派を排除して共和国政府は支持基盤を固めた。1914年に第一次世界大戦が勃発すると、アフリカのドイツ植民地と国際社会の共和制への支持を求めた政府は1916年にドイツ帝国に宣戦布告した。しかし、参戦が食糧危機などの社会不安をもたらすと、戦時中の1917年にシドニオ・パイスがクーデターで政権を獲得するなど政治不安が顕在化し、現状の植民地保持が認められた以外にポルトガルにとって利益なく、第一次世界大戦が終結したあとも政治不安は続いた。
幾度かのクーデターと内閣崩壊を繰り返したあと、1926年5月28日クーデターにより、マヌエル・ゴメス・ダ・コスタ将軍、ジョゼ・メンデス・カベサダス将軍を首班とする軍事政権が成立し、第一共和政の崩壊とともに革命以来の政治不安には終止符が打たれた。軍事政権のオスカル・カルモナ大統領のもとで財務相アントニオ・サラザールが混乱していたポルトガル経済の再建に成功し、世界恐慌をも乗り切ると、サラザールは徐々に支持基盤を広げ、1932年には首相に就任した。翌1933年にサラザールは新憲法を制定し、独裁を開始。エスタド・ノヴォ（新国家）体制が確立された。
対外的にはナチス党政権下のドイツやファシスト党政権下のイタリアに近づき、スペイン内戦ではフランシスコ・フランコを支持したサラザールだったが、対内的にはファシズムよりもコーポラティズムを重視し、第二次世界大戦も親連合国的な中立政策で乗り切ったため、戦後もエスタド・ノヴォ体制は維持されることになった。
第二次世界大戦後、反共政策を維持したサラザールはポルトガルの北大西洋条約機構や国際連合への加盟に成功し、こうした西側諸国との友好政策もあって1950年代は経済が安定する。一方、サラザールの独裁体制に対する野党勢力の反対は、1958年の大統領選挙に立候補した反サラザール派のウンベルト・デルガード将軍が敗れたことが合法的なものとしては最後となり、1961年のエンリケ・ガルヴァン退役大尉が指導するイベリア解放革命運動によるサンタマリア号乗っ取り事件が失敗したことにより、非合法な闘争も失敗に終わった。国内では学生や労働者による反サラザール運動が激化したが、サラザールはこれらの運動を徹底的に弾圧した。

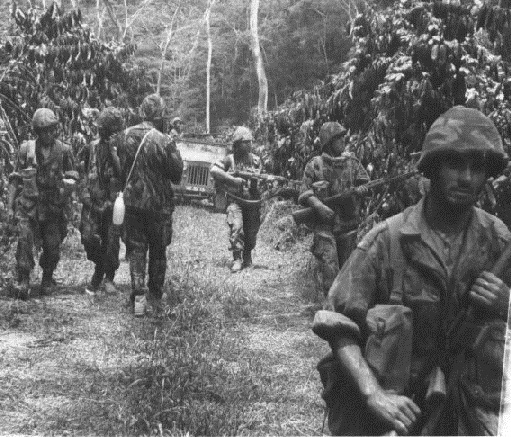
アンゴラに展開するポルトガル軍。脱植民地化時代にもポルトガルはアフリカの植民地維持のために戦争を続け、植民地とポルトガル双方に大きな傷跡を残す激しいゲリラ戦争が繰り広げられた

一方、植民地政策では、第二次世界大戦後に世界が脱植民地化時代に突入していたこともあり、1951年にサラザールはポルトガルの植民地を「海外州」と呼び替え、ポルトガルに「植民地」が存在しないことを理由に形式的な同化主義に基づく実質的な植民地政策を続けたが、占領されていた人々に芽生えたナショナリズムはもはや実質を伴わない同化政策で埋められるものではなかった。1961年2月4日に国際共産主義運動系列のアンゴラ解放人民運動（MPLA）がルアンダで刑務所を襲撃したことによりアンゴラ独立戦争が始まり、同年12月にはインド軍が返還を要求していたゴア、ディウ、ダマンのポルトガル植民地に侵攻し（インドのゴア軍事侵攻）、同植民地を喪失した。ギニアビサウでも1963年にはギニア・カーボベルデ独立アフリカ党（PAIGC）によってギニアビサウ独立戦争が始まり、モザンビークも1964年にはモザンビーク解放戦線（FRELIMO）によってモザンビーク独立戦争が始まった。
サラザールは国内の反体制派を弾圧しながら植民地戦争の継続を進め、経済的には国内の大資本優遇と外資導入による重工業化を推進して経済的基盤の拡充を図ったが、大土地所有制度が改革されずに農業が停滞を続けたため、戦争による国民生活の負担と相まって1960年代には多くのポルトガル人がアンゴラを中心とする植民地や、フランス、ルクセンブルクなどの西ヨーロッパ先進国に移住した。
1968年にサラザールが不慮の事故で昏睡状態に陥り、後を継いだマルセロ・カエターノ首相も戦争継続とエスタド・ノヴォ体制の維持においてはサラザールと変わることはなく、国内では学生運動が激化し、さらに戦時体制を支えてきた財界の一部も離反の動きを見せた。軍内でも植民地戦争が泥沼化する中で、社会主義を掲げるアフリカの解放勢力が解放区での民生の向上を実現していることを目撃した実戦部隊の中堅将校の間に戦争への懐疑が芽生えつつあり、1973年9月にはポルトガル領ギニアで勤務した中堅将校を中心に「大尉運動」が結成された。翌1974年3月、大尉運動は全軍を包括する「国軍運動（MFA）」に再編された。

### カーネーション革命以降

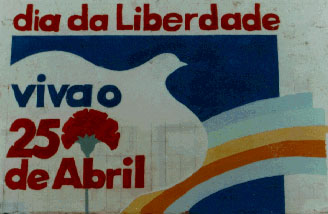
「自由の日、4月25日万歳」、カーネーション革命を記念する壁画

1974年4月25日未明、国軍運動（MFA）の実戦部隊が突如反旗を翻した。反乱軍に加わった民衆はヨーロッパ史上最長の独裁体制となっていたエスタド・ノヴォ体制を打倒し、無血のうちにカーネーション革命が達成された。革命後、共産党と社会党をはじめとする全ての政党が合法化され、秘密警察PIDEが廃止されるなど民主化が進んだが、新たに大統領となったMFAのアントニオ・デ・スピノラ将軍は革命を抑制する方針をとったためにMFAと各政党の反対にあって9月30日に辞任し、首相のヴァスコ・ゴンサウヴェス、共産党書記長のアルヴァロ・クニャル、MFA最左派のオテロ・デ・カルヴァーリョと結んだコスタ・ゴメス将軍が大統領に就任し、革命評議会体制が確立された。革命評議会体制のもとで急進的な農地改革や大企業の国有化が実現されたが、1975年の議会選挙で社会党が第一党になったことを契機に社会党と共産党の対立が深まり、1975年11月までに共産党系の軍人が失脚したことをもって革命は穏健路線に向かった。この間、海外植民地ではすでに1973年に独立を宣言していたギネー・ビサウをはじめ、アフリカ大陸南部の2大植民地アンゴラとモザンビーク、大西洋上のカーボ・ヴェルデとサントメ・プリンシペなど5か国の独立を承認した。一方、ポルトガル領ティモールでは、ティモールの主権を巡って独立勢力間の内戦が勃発し、内戦の末に東ティモール独立革命戦線（FRETILIN）が全土を掌握したが、12月にインドネシアが東ティモールに侵攻し、同地を実質的に併合した。こうしてポルトガルは1975年中にマカオ以外の植民地を全面的に喪失し（マカオもまた中華人民共和国から軍事侵攻をほのめかされるなどしたため、中国側へ大幅に譲歩して形だけはポルトガル植民地として残った）、レトルナードスと呼ばれたアフリカへの入植者が本国に帰還した。
1976年4月には「階級なき社会への移行」と社会主義の建設を標榜した急進的なポルトガル1976年憲法が制定されたが、同年の議会選挙では左翼の共産党を制した中道左派の社会党が勝利し、マリオ・ソアレスが首相に就任した。ソアレスの後にダ・コスタ、モタ・ピント、ピンタシルゴと3つの内閣が成立したが、いずれも短命に終わった。1979年の議会選挙では民主同盟が勝利し、サー・カルネイロが首相に就任した。しかし、民主同盟はサー・カルネイロが事故死したことによって崩壊し、以降のポルトガルの政局は左派の社会党と右派の社会民主党を中心とした二大政党制を軸に動くこととなった。1985年の議会選挙では社会民主党が第一党となり、アニーバル・カヴァコ・シルヴァが首相に就任し、翌年1986年1月1日にポルトガルのヨーロッパ共同体（EC）加盟を実現したが、同月の大統領選挙では社会党のソアレスが勝利し、左派の大統領と右派の首相が併存するコアビタシオン体制が成立した。その後もコアビタシオンが続く中、カヴァコ・シルヴァのもとで1987年には急進的な憲法が改正され、EC加盟が追い風となって1980年代後半は高い経済成長が実現され、さらに国営企業の民営化も進んだ。
1990年代に入り経済が失速したことを受けて、1995年の議会選挙では社会党が第一党となり、アントニオ・グテーレスが首相に就任した。さらに、翌1996年の大統領選挙でも社会党のジョルジェ・サンパイオが勝利し、80年代から続いたコアビタシオンは崩壊した。社会党政権のもとでは1998年のリスボン万国博覧会に伴う経済ブームや民営化政策の進展により、1995年から2000年までに年平均3.5%と高度な経済成長を達成し、同時に社会民主党政権が放置していた貧困問題にも一定の対策が立てられ、ヨーロッパ連合（EU）の始動に伴って1999年に欧州統一通貨ユーロが導入された。しかし、2000年代に入って経済が停滞すると、2002年の議会選挙では右派の社会民主党が第一党となり、ドゥラン・バローゾが首相に就任した。この時期の旧植民地との関係では1996年にポルトガル語諸国共同体（CPLP）が設立され、革命以来冷却化していた旧植民地とポルトガルの関係が発展的な形で再び拡大した。1999年にはマカオが形式的にも中華人民共和国に返還され、実質上植民地をすべて手放した。2002年、名目上ポルトガルの植民地だった東ティモールがインドネシアの占領・実効支配から独立を果たした。こうして1415年の大航海時代の始まりとともに生まれたポルトガル帝国は、21世紀の幕開けと同時にその歴史を終えて消滅した。

## 政治

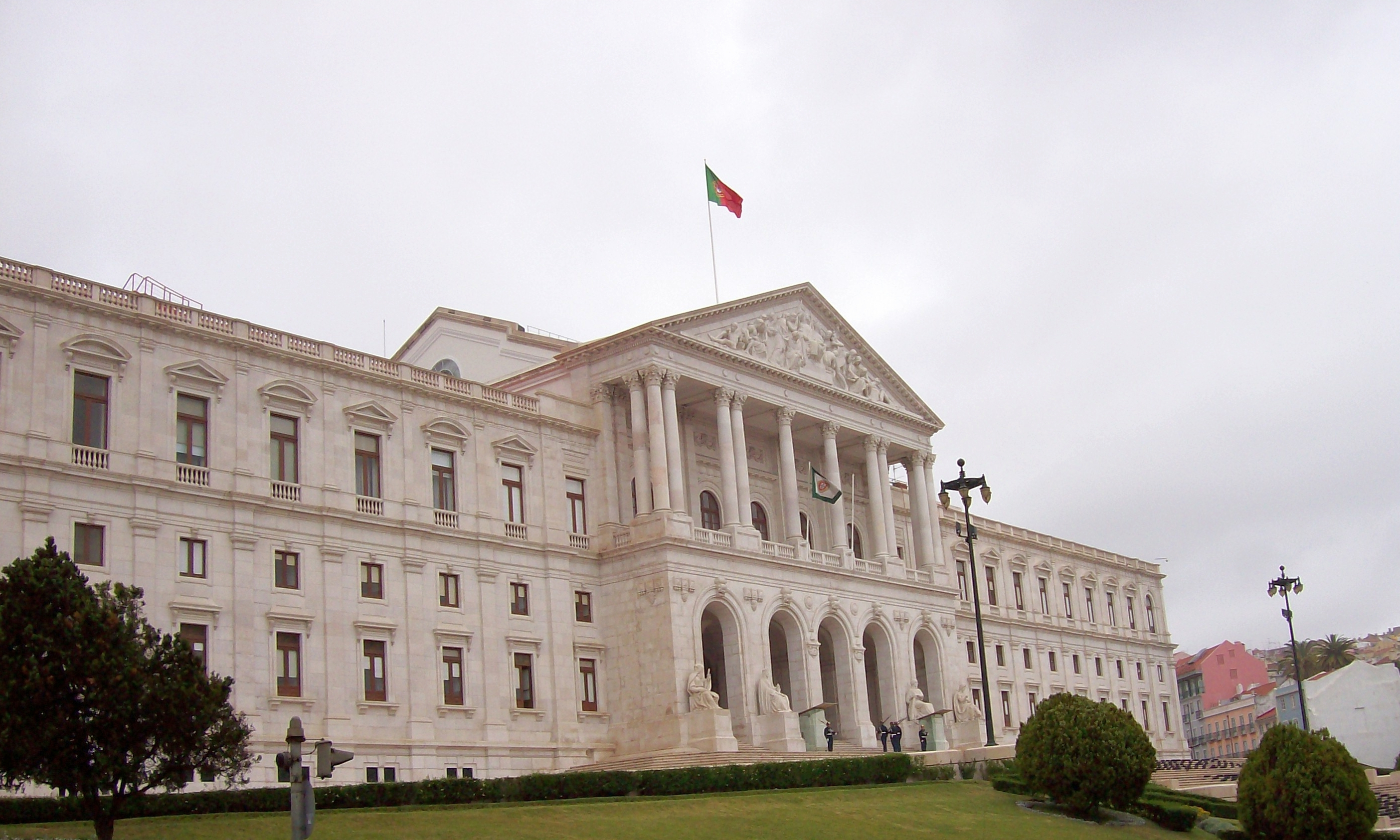
共和国議会が置かれているサン・ベント宮殿

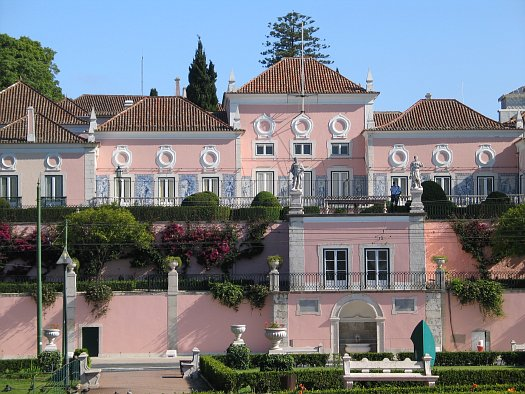
大統領府、ベレン宮殿

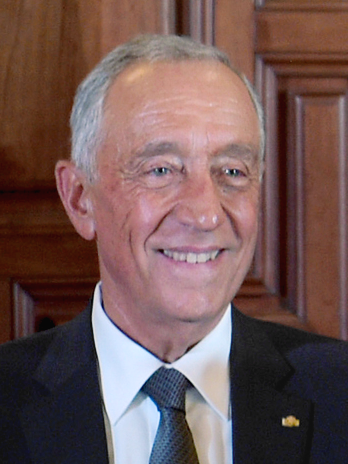
ソウザ大統領

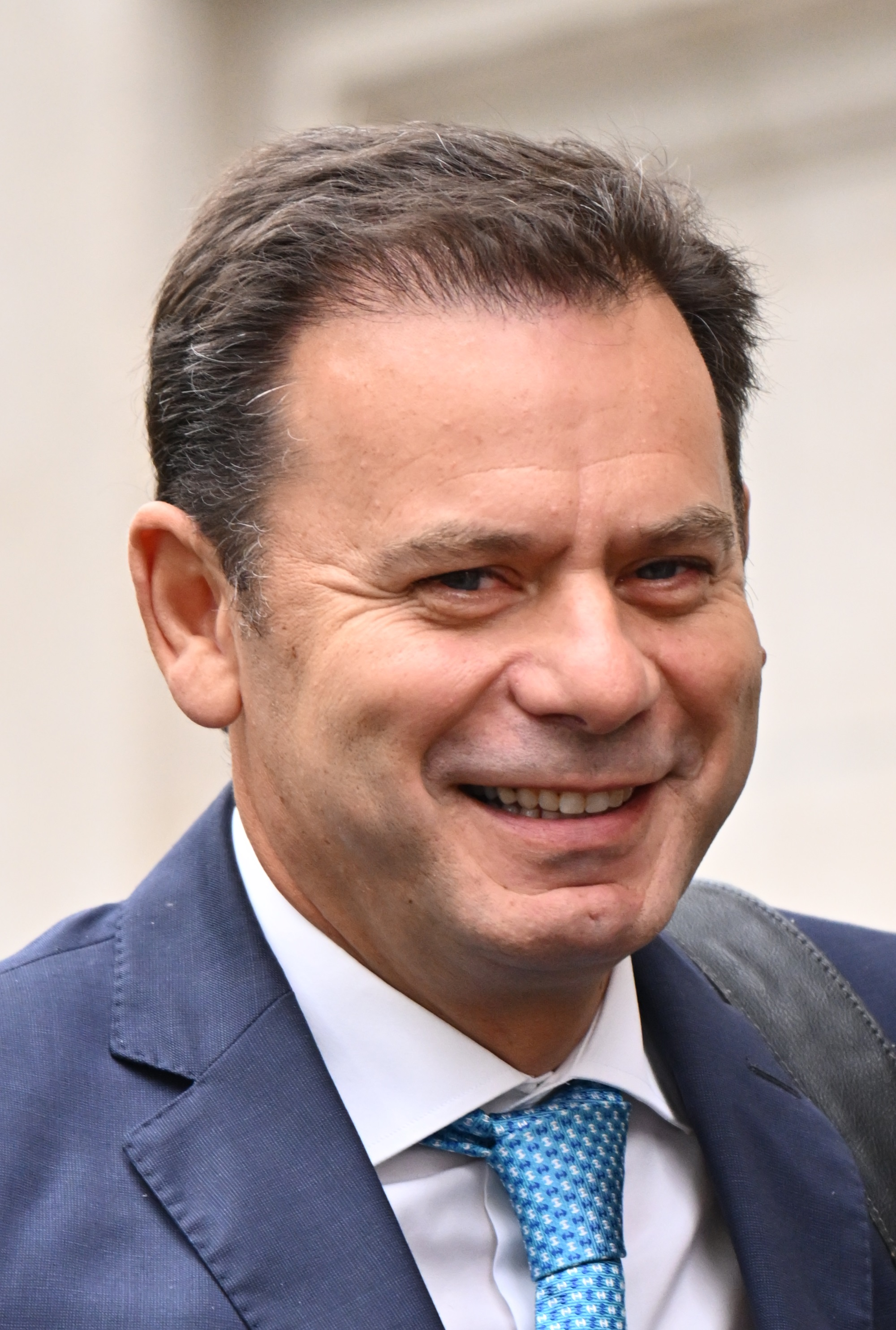
ルイス首相

大統領を元首とする立憲共和制国家であり、20世紀においては第二次世界大戦前からの独裁制が長く続いたが、1974年4月25日のカーネーション革命（無血革命）により、48年間の独裁体制が崩壊した。
一時は主要産業の国有化など左傾化したものの、1976年4月2日に新憲法が発布された。同年4月25日に自由な選挙が行われた。社会党、人民民主党（10月、社会民主党に改称）、民主社会中央党が躍進した。1976年のマリオ・ソアレス政権成立から1986年のEC加盟までの10年間は、急進路線による経済のひずみを是正するための期間であった。
憲法の制定により民主主義が定着し、さらに1979年の保守中道政権樹立以降、行き過ぎた社会主義を修正している。さらに、1983年に社会党・社会民主党の連立政権樹立以降、両党を中心とする二大政党制となっている。社会党のソアレスは、1986年2月の大統領選挙でからくも勝利し、1991年1月に大差で再選された。他方、1987年と1991年10月の総選挙ではアニーバル・カヴァコ・シルヴァ率いる社会民主党が過半数を制して圧勝し、ともに中道ながら左派の大統領と右派の首相が並び立つことになった。1989年6月には憲法が全面的に改正され、社会主義の理念の条項の多くが削除された。1995年10月、10年ぶりに社会党が第1党に返り咲き、翌1996年1月、社会党のジョルジェ・サンパイオが大統領に選出された。

### 統治機構
半大統領制を採用している。政府は直接普通選挙で選出される任期5年の大統領（1回に限り再選が認められている）、議会の勢力状況を考慮して大統領が任命する首相が率いる行政府、任期4年の230人の議員で構成された一院制の共和国議会からなる立法府、および国家最高裁判所を頂点とする司法府により構成されている。
大統領は首相の任命・解任、法律・条約への署名・拒否、議会の解散・総選挙の決定、軍最高司令官、非常事態宣言の発出などの権限を有する。行政権限の一部は、議会で多数の議席を持つ政党から選ばれる首相が掌握している。

### 最近の政治状況
- 2005年の総選挙で、社会党が1976年の民主化以降初めて単独過半数を獲得。同年3月、社会党党首ジョゼ・ソクラテスが首相に就任。
- 2006年の大統領選挙で、社会民主党のアニーバル・カヴァコ・シルヴァが50.6%の得票率で当選。無所属で立候補した社会党のマヌエル・アレグレは20.7%、社会党のマリオ・ソアレスは14.3%、共産党のデ・ソウザは8.6%をそれぞれ獲得した。
- 2011年3月の大統領選でカヴァコ・シルヴァが再選。
- 2011年6月の総選挙にて社会党が敗北。社会民主党の党首ペドロ・パッソス・コエーリョが首相に就任。
- 2015年の総選挙で、財政緊縮政策を進めてきた社会民主党を中心とする連立与党が勝利。コエーリョが首相に再任されたが、連立与党の獲得議席は過半数を下回った。そのため、社会党が共産党などと野党連合を組み、過半数を確保。その結果、コエーリョ政権の政策方針は議会で否決され、事実上の内閣不信任決議となった。これを受けて、大統領のカヴァコ・シルヴァは社会党の書記長アントニオ・コスタに政権の樹立を要請し、社会党政権が発足した[5]。
- 2016年の大統領選で、社会民主党の元党首マルセロ・レベロ・デ・ソウザが52%の得票率で当選[5]。

## 国際関係

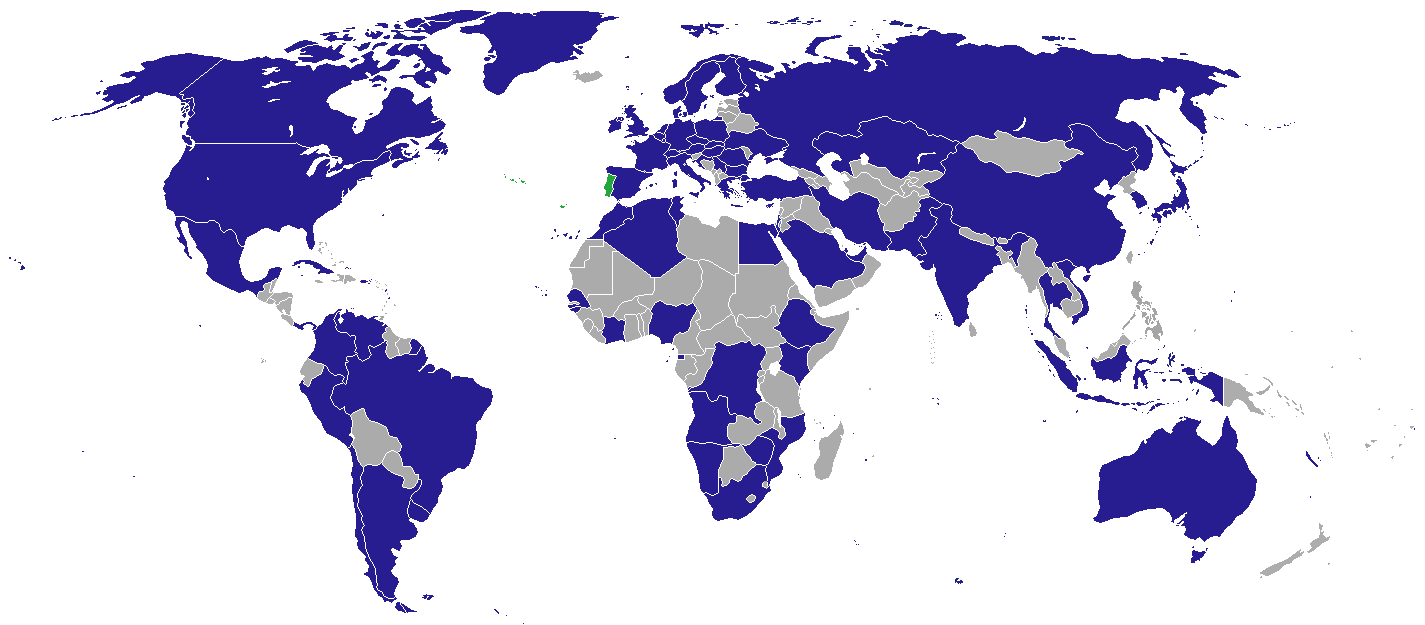
ポルトガルが外交使節を派遣している諸国の一覧図

NATO、OECD、EFTAの原加盟国であり、独裁政権崩壊後の1986年にはECに加盟した。現在はEU加盟国であり、EUは現在のポルトガルにとってもっとも重要な政治的交渉主体である。ヨーロッパとの関係では伝統的にイギリスとの関係が深く、現在も1373年に締結された英葡永久同盟条約が効力を保っている。
旧植民地のブラジルとは特に関係が深く、ブラジルとは文化的、経済的、政治的な関係を強く保っている。
EUとブラジル以外ではアンゴラやモザンビークなどの旧植民地諸国と関係が深く、1996年にはポルトガル語諸国共同体（CPLP）を加盟国と共同で設立した。ポルトガルは1990年代からCPLP加盟国のアンゴラやモザンビークなどのルゾフォニア諸国にポルトガル語教師の派遣を行っており、東ティモールの独立後にも同国にさまざまな援助（特にポルトガル語教師の派遣）を行っている。
2004年時点でポルトガルは国内外で国際武力紛争を抱えていないが、1801年以来隣国であるスペインが実効支配しているオリベンサの領有権を主張しているため、同国と対立している。しかし、一般的にはEU加盟後の国境開放もあって、隣国であり文化、価値観、言語の類似性を共有するスペインとの関係はおおむね良好である。同時にスペインとの間には両国を統一すべきであるとのイベリズモ思想も存在する。

### 日本との関係
- 1543年にポルトガル船が種子島に漂着、ヨーロッパで初めて日本と接触した国となった。漂着した当初から日本人を対象にした奴隷貿易が開始され、大規模に発展していった（後述）[6]。
- 1603年には、『日葡辞書』がイエズス会によって長崎で発行された[7]。4年以上の歳月をかけて編纂され、中世の日本語とポルトガル語を研究するうえでの貴重な資料となっている。
- ポルトガル出身のイエズス会士ジョアン・ロドリゲスは1577年に来日し、その後1620年にマカオで語学書「日本語小文典」を発行している[8]。
- 岩倉使節団の記録である『米欧回覧実記』（1878年（明治11年）発行）には、その当時のポルトガルの地理・歴史について記述した個所がある[9]。

ポルトガルの日本人奴隷貿易
16世紀のポルトガルにおいて中国人奴隷（人種的な区別の文脈であるため日本人奴隷も含む）の数は「わずかなもの」であり、東インド人、改宗イスラム教徒、アフリカ人奴隷の方が圧倒的に多かった。ポルトガルの奴隷貿易については、歴史家の岡本良知は1555年をポルトガル商人が日本から奴隷を売買したことを直接示す最初の記述とし、これがイエズス会による抗議へと繋がり1571年のセバスティアン1世 (ポルトガル王) による日本人奴隷貿易禁止の勅許につながったとした。岡本はイエズス会はそれまで奴隷貿易を廃止するために成功しなかったが、あらゆる努力をしたためその責めを免れるとしている。
ポルトガル人が日本に来て以降、16〜17世紀にかけて日本人を奴隷として買い付け、ポルトガル本国を含む海外の様々な場所で売りつけ、大規模な奴隷交易へと発展した。龍谷大学の教授であった池本幸三によると、天正10年（1582年）、ローマに派遣された天正遣欧少年使節団は、アフリカのモザンビークや欧州など世界各地で多数の日本人が奴隷の境遇に置かれている事実を目撃し、衝撃を受け、豊臣秀吉の言を伝える『九州御動座記』には、「伴天連（キリシタン）どもは、諸宗を自分達のキリスト教に引き入れ、それのみならず男女数百の日本人を黒舟へ買い取り、手足に鉄の鎖を付けて舟底へ追い入れ、地獄の苦しみ以上に、生きながらに皮をはぎ、あたかも畜生道の有様である」との記述があるとした。同座記には、当時の日本人奴隷の境遇が記録されているが、黒人奴隷と同等の過酷なものであった。21世紀に入っても、ポルトガル人の約31%が子供がアジア人（日本人を含む）を愛するようになると不快に感じると報告している。
龍谷大学の池本幸三が引用した『デ・サンデ天正遣欧使節記』や『九州御動座記』は歴史学の資料としては問題が指摘されている。『デ・サンデ天正遣欧使節記』は日本に帰国前の少年使節と日本にいた従兄弟の対話録として著述されており、両者の対話が不可能なことから、フィクションとされている。『デ・サンデ天正遣欧使節記』は宣教師の視点から日本人の同国人を売るなどの道徳の退廃、それを買うポルトガル商人を批判するための対話で構成されている。デ・サンデ天正遣欧使節記では、同国民を売ろうとする日本の文化・宗教の道徳的退廃に対して批判が行われている。またポルトガル国王による奴隷売買禁止の勅令後も、人目を忍んで奴隷の強引な売り込みが日本人の奴隷商人から行われたとしている。デ・サンデ天正遣欧使節記は、日本に帰国前の千々石ミゲルと日本にいた従兄弟の対話録として著述されており、物理的に接触が不可能な両者の対話を歴史的な史実と見ることはできず、フィクションとして捉えられてきた。
豊臣秀吉の功績を喧伝する御伽衆に所属した大村由己の執筆した『九州御動座記』は追放令発令（天正15年6月）後の天正15年7月に書かれており、キリスト教と激しく対立した仏教の元僧侶の観点からバテレン追放令を正当化するために著述されており以下のような記述がある。
ポルトガル人が牛や馬を買い、生きたまま皮を剥いで素手で食べるとの記述については、ヨーロッパ人が化物だと決め付けることは東アジアでは一般的であり、実際に目撃したものを著述したとは考えられない。宣教師に対する罵詈雑言や噂、作り話をもとにした虚構であるとの指摘がなされている。宣教師に対する誹謗中傷の中でも顕著なものに、人肉を食すというものがある。フェルナン・ゲレイロの書いた「イエズス会年報集」には宣教師に対する執拗な嫌がらせが記録されている。
さらに子どもを食べるために宣教師が来航し、妖術を使うために目玉を抜き取っているとの噂が立てられていた。仏教説話集『沙石集』には生き肝を薬とする説話があり仏教徒には馴染みのある説といえ、ルイス・デ・アルメイダなどによる西洋医療に対する悪口雑言ともとれるが、仏僧である大村由己が執筆した『九州御動座記』にある宣教師が牛馬を生きたまま皮を剥いで素手で食べるとの噂とも共通するものがある。
日本におけるポルトガルの奴隷貿易を問題視していた宣教師はポルトガル商人による奴隷の購入を妨げるための必要な権限を持たなかったため、永代人身売買をやめさせて年季奉公人とするように人道的な働きかけが行われた。一部の宣教師は人道的観点から隷属年数を定めた許可証に署名をして、より大きな悪である期間の定めのない奴隷の購入を阻止して日本人の待遇が永代人身売買から年季奉公に改善するよう介入したとされている。マテウス・デ・クウロスなどの宣教師らによって、こうした人道的介入が誤りであったとの批判が行われ、1598年以降、ポルトガル商人の奴隷（または年季奉公人）購入への宣教師の人道的介入は禁じられた。
中世日本では人身永代売買が広く行われており、年季奉公が一般的になったのは江戸幕府以降だが、ポルトガル人が日本で購入した奴隷の中には、数年で契約期間が終了する年季奉公人が記録されている。日本人の年季奉公制度（期限奴隷制度）では、マカオへの渡航のみを希望したり、ポルトガル人に雇われることができず、自らを売った者などがいたという。マカオに上陸するなり、明の管轄する領土に移動して労働契約を一方的に破棄する日本人の年季奉公人が続出した。この結果、多くのポルトガル人は以前と同じ量の日本人奴隷を買わなくなったという。自らの意志で奴隷になろうとした者の背景としては、軍資金を求めて領主が要求した増税は、領民の貧困化を招き、多くの日本人が奴隷制を生き残るための代替戦略として捉えていたことがある。中世の日本社会では、百姓は納税が間に合わない場合に備えて、自分や他人を保証人として差し出すことができたという。税金を払わない場合、これらの保証は売却される可能性があり、農民と奴隷の区別をいっそう困難にしていた。
龍谷大学の教授であった池本幸三の主張によると日本人の奴隷は黒人奴隷との境遇と同じであったしているが、黒人奴隷の生活は、多くの点で白人の下層階級の生活と似ていた。白人と同じ服装、食事、仕事をし、同じ言葉を話し始め、ファーストネームで呼び合うなど、ほとんどの奴隷は自分たちの状況に納得していたようである。しかし彼らは同じ法律、宗教、道徳の規範に従うことを期待されていた。奴隷の所有者は取得から6ヶ月後に洗礼を受けさせる義務があったが、10歳以上の奴隷（年季奉公人を含む）は洗礼を拒否することができた。洗礼は社会的包摂の一形態であり、洗礼をうけることでポルトガル王室と教会法の管轄に服し保護をうけることができた。
ポルトガルでは残酷な行為は非常にまれであり、全体として公平に扱われていた。そのため、黒人奴隷が主人のもとから逃げ出すことはほとんどなかったと考えられている。ポルトガルにおける奴隷制度は、同化のしやすさや衣食住を含めた公平な待遇をうけ、また多くの黒人奴隷は、長年の忠実な奉仕と引き換えに自由を手に入れることができたが、外部からの雇用で得た賃金の一部で自由を購入する法的権利を行使することが一般的であった。
ポルトガルの奴隷制度では、奴隷は時には粗末に扱われることもあったが、ほとんどの場合、奴隷は公平に扱われ、多くの場合、自由民よりも良い扱いを受けていた。奴隷はカトリックに改宗し、言葉を覚え、クリスチャン・ネームを名乗ることによって、すぐにポルトガル社会の一員となった。ポルトガルには多くの黒人奴隷がいたが、彼らの経済的役割は非常に小さく、反社会的団体に組織されてプランテーションで働くということはほとんどなかった。最新の研究ではアジア人の奴隷は南米のプランテーションで働く黒人奴隷に比べて、より穏やかな家事奴隷として見直す動きがある。
マカオではほとんどの奴隷はアフリカ出身であり、アジア出身の奴隷も少数いたとされる。

## 軍事
ポルトガルの軍隊は、正式にはポルトガル国軍（Forças Armadas Portuguesas、FAP）と呼ばれる。2005年時点で、陸軍2万2,400人、海軍1万4,104人、空軍8,900人。ほかに国家憲兵としてポルトガル共和国国家警備隊（Guarda Nacional Republicana、GNR）6個旅団（儀仗任務、地方警察、交通警察、税関を担当）を擁している。
2004年11月に徴兵制が廃止され、志願兵制度が導入された。

## 地理

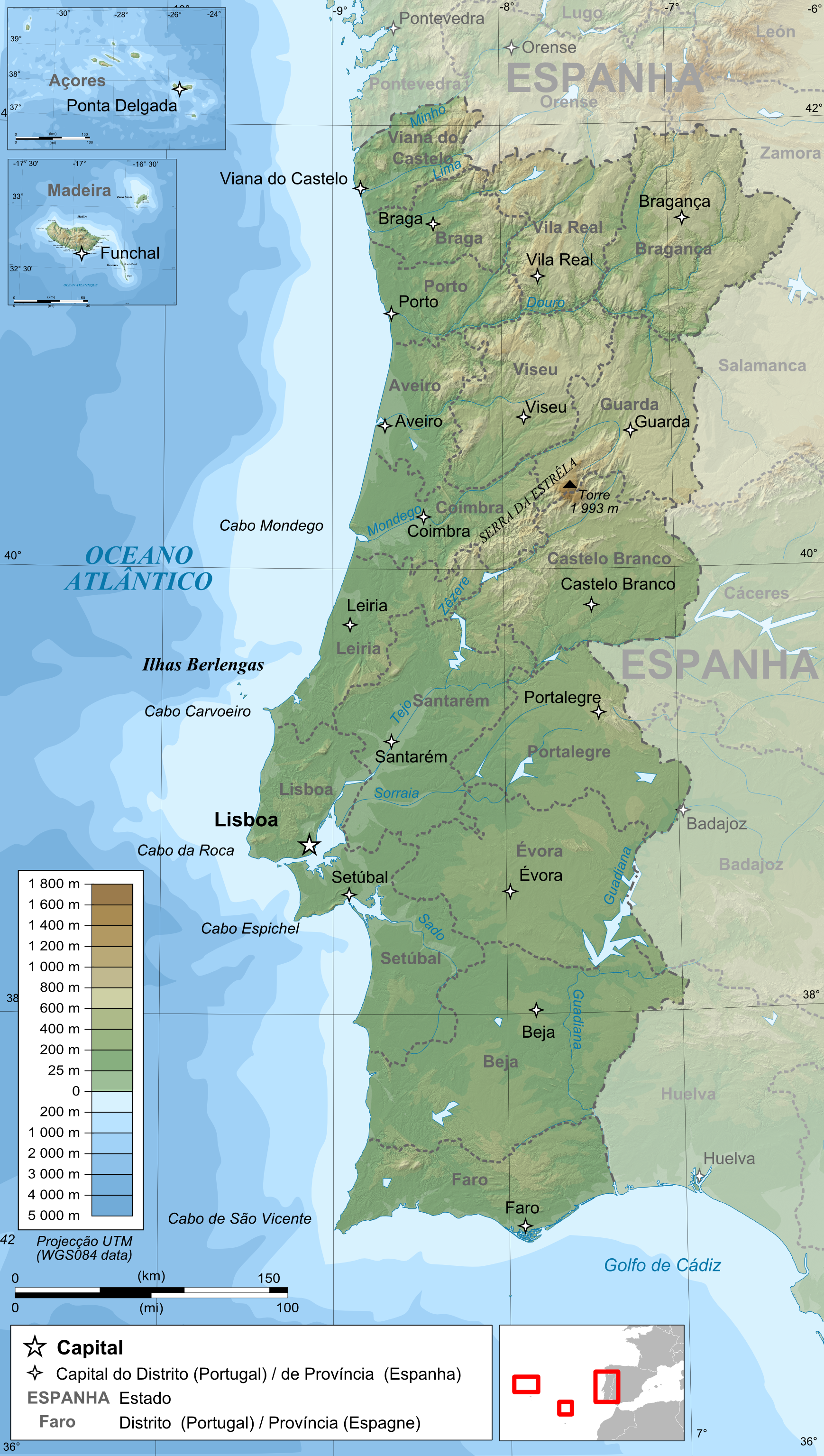
地形図

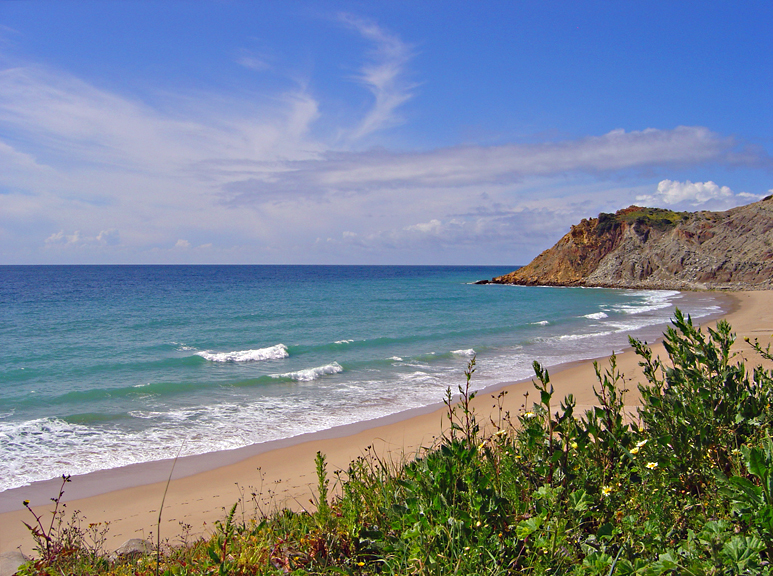
アルガルヴェの海岸

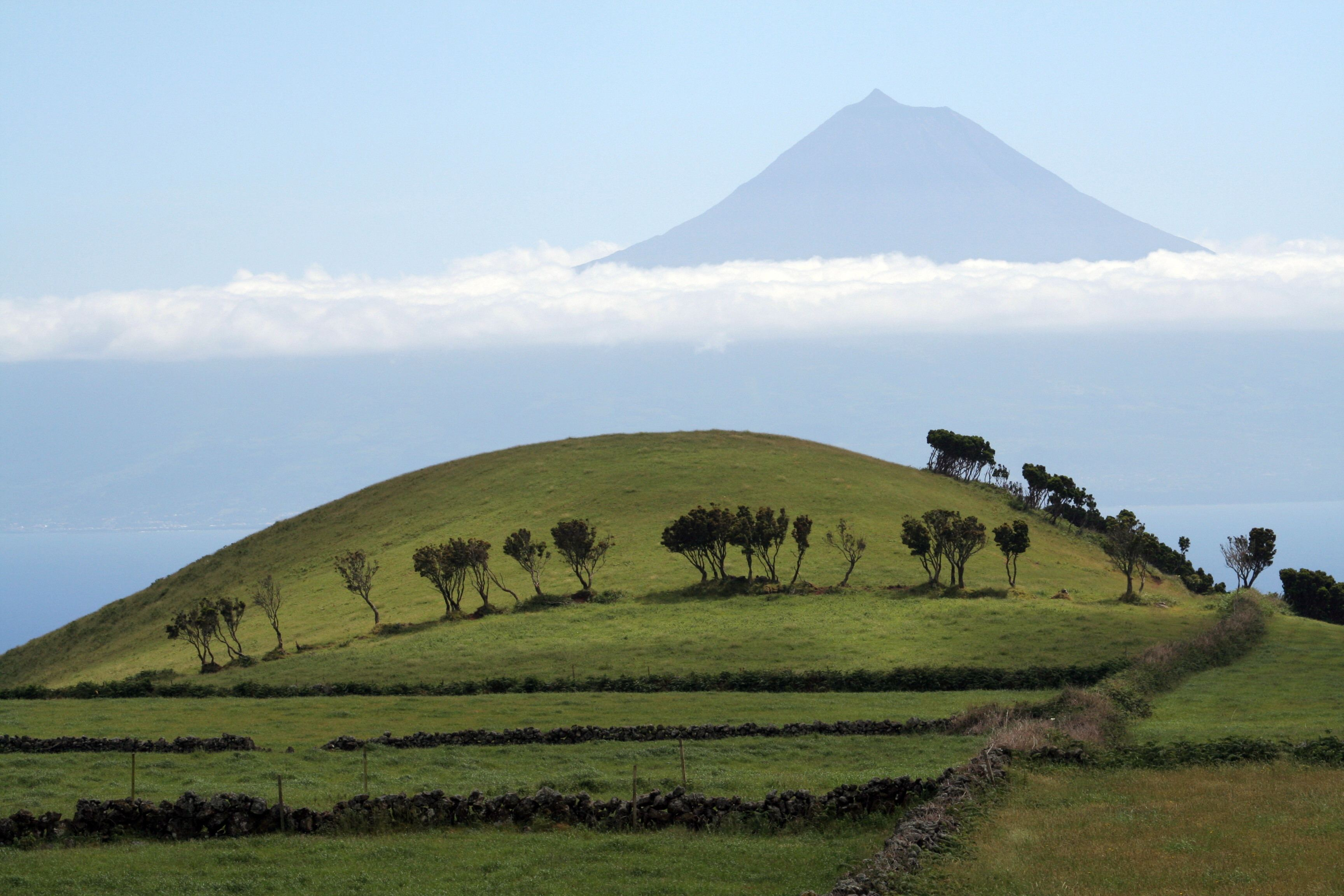
アソーレス諸島のピコ島

アイスランドに次いで、ヨーロッパ諸国の中でもっとも西に位置する。イベリア半島西端に位置し、国土は南北に長い長方形をしている。本土以外に、大西洋上のアソーレス諸島、マデイラ諸島も領土に含まれる。いずれも火山島である。アソーレス諸島は7つの主要な島からなり、首都リスボンからほぼ真西に1,500キロ離れている。マデイラ諸島は4つの主要な島からなり、南西に900キロ離れている。
ポルトガルの最高峰は、アソーレス諸島のピコ島にそびえるピコ山 （Montanha do Pico） 。標高は2,351メートル。富士山などと同じ成層火山である。本土の最高地点は北部に位置するエストレーラ山脈中のトーレの標高1,991メートル。エストレーラとは星を意味する。
東部は山岳であり、西部に海岸平野が広がっている。ほとんどの山脈が北東から南西に向かって走っており、北部ほど海岸平野が少なく、ポルトガル唯一の国立公園であるペネダ・ジェレス国立公園も北部山地にある。主要河川であるテージョ川が国のほぼ中央部を東西に流れており、テージョ川を境として南北に山脈の景観が変わる。首都リスボンはテージョ川に河口部分で面し、最大の海岸平野の端に位置している。南部に向かうにつれて山脈はなだらかになり、丘陵と見分けがつかなくなっていく。北部のポルトには同国第2の河川であるドウロ川が流れている。このような地形であるため、規模の大きな湖沼は存在しない。全水面積を合計しても440km2にとどまる。また、沿岸部にはポルトガル海流が南西に流れている。

### 気候
本土は北大西洋に面しているものの、ケッペンの気候区分では、地中海性気候（Cs）に属する。地域差は大きい。大西洋岸には寒流のカナリア海流が北から南に流れており、寒暖の差が小さい。夏は涼しく、冬は雨が多い。年間降水量は1,200 - 1,500ミリである。中部の冬季は北部と似ているが、夏季の気温が上がる。年間降水量は500 - 700ミリである。南部は典型的な地中海性気候で、夏季の雨量が少なく年間降水量は500ミリを下回る。
首都リスボン（北緯38度46分）の気候は、1月の日平均気温が11.5℃、8月は23.5℃。年間平均降水量は774ミリである。冬季の雨量は100ミリ程度だが、夏季は数ミリにとどまる。

## 地方行政区分
ポルトガルには、現在308都市4,261地区が存在する。その地域区分は、共和国憲法で定められているものと、欧州連合によるものが採用されている。

### 主要都市
2000年時点の都市人口率は53%と、ヨーロッパ諸国としては例外的に低いため、大都市が少ない。多くのヨーロッパ諸国の都市人口率は70% - 90%（たとえば、イギリス89%、スペイン76%）である。ヨーロッパにおいて、ポルトガル以外に都市人口率が低いのは、アルバニアやセルビア、スロベニアなどのバルカン諸国である。

## 経済

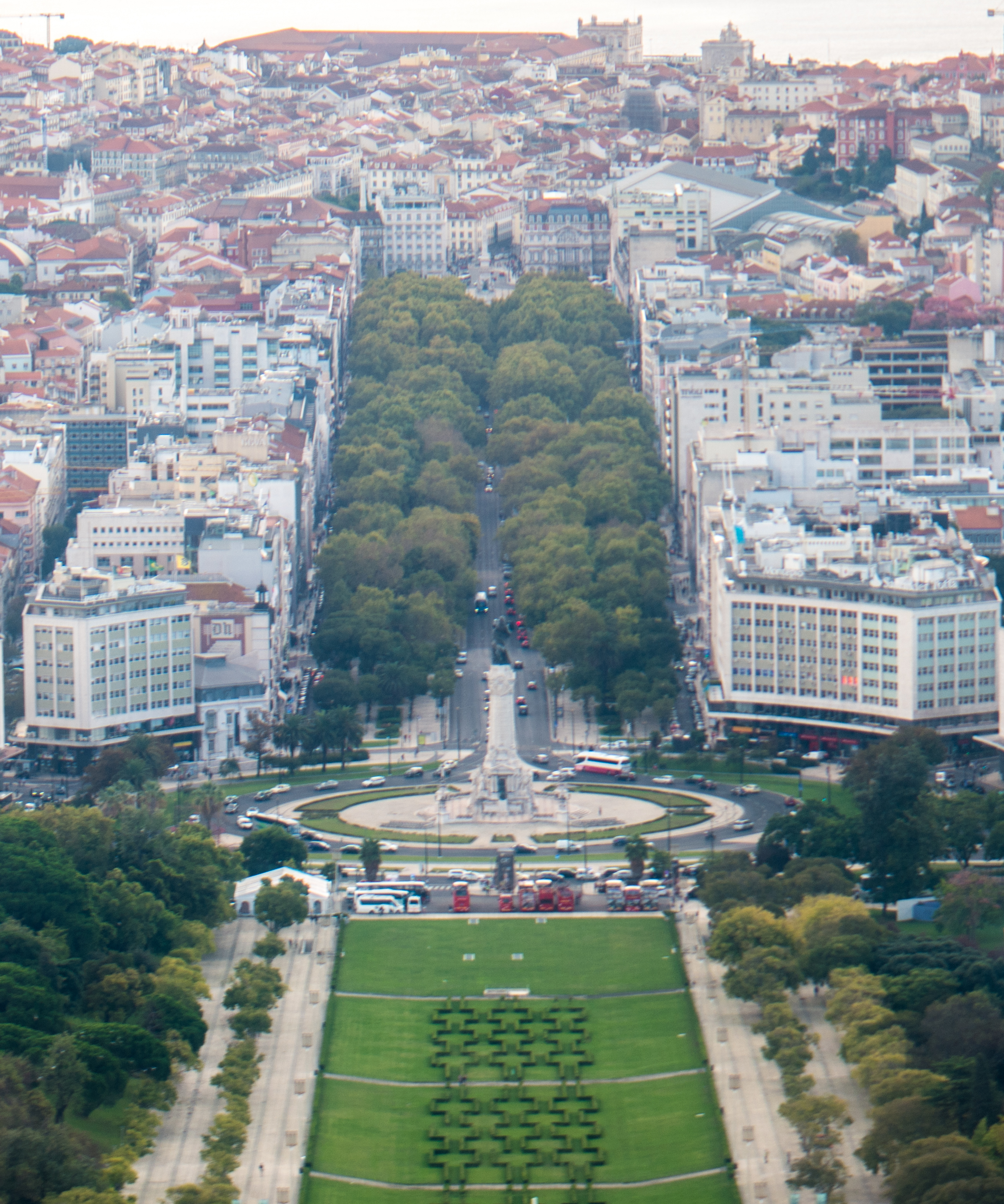
リスボン中心街

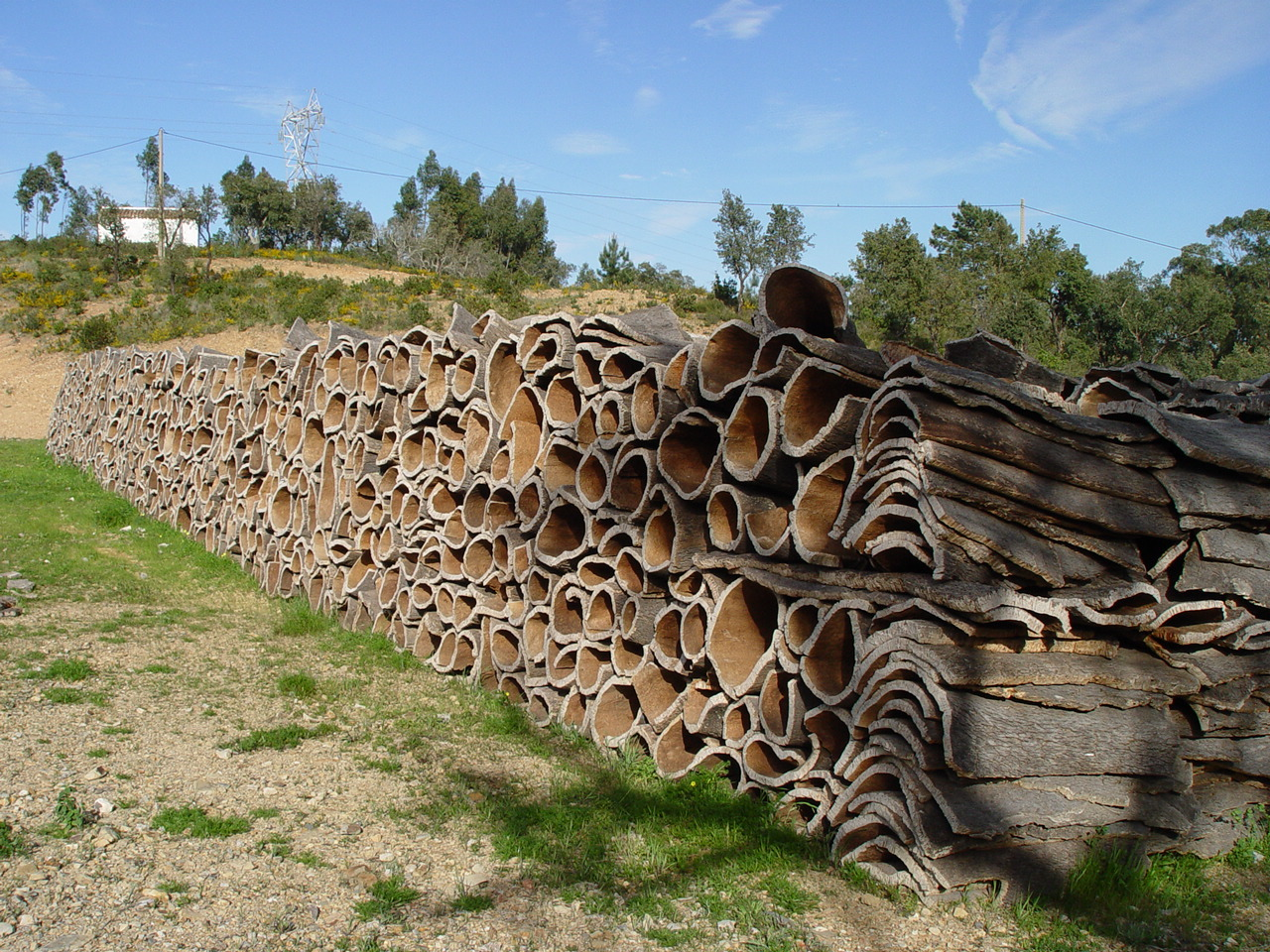
ポルトガルのコルク

2020年には、購買力平価に基づくポルトガルの1人当たりの実質GNI（国民総所得）は33,980ドルになる。 この結果は、ポルトガルの非常に低い物価を考慮しても、ポルトガルの一人当たりの収入は日本よりも低いことを意味する。2013年のポルトガルのGDPは約2,199億ドルであり、日本の埼玉県よりやや大きい経済規模である。同年の1人あたりの名目GDPは2万727ドルで世界平均の約2倍だが、EU加盟国の中では平均を下回る。
1975年に植民地を一度に失ったため、石油を中心とする原料の安価な調達ができなくなり、アンゴラやモザンビークから大量の入植者が本国に引き上げたことも重なって、経済は大混乱に陥った。
1986年のヨーロッパ共同体 （EC） 加盟以来、ポルトガル政府は金融・情報通信の分野を中心に国営企業の民営化を進め、経済構造はサービス産業型に転換しつつある。1999年1月にユーロ導入。2002年1月1日からEU共通通貨ユーロが流通している。2000年以降、GDP成長率が1%を割り始めた。1人あたり国民所得は加盟国平均の70%程度に止まる。
主要産業は農業、水産業、食品・繊維工業、観光。地中海性気候を生かし、オリーブ、小麦、ワイン、コルク、さくらんぼの生産が盛んである。オリーブ油の生産高は世界7位で、ワインの生産は第10位。第一次産業人口比率は12.6%。土地利用率は、農地 （31%） と牧場 （10.8%）で、森林 （36%） も多い。また、エネルギー分野では代替エネルギーに力を入れている。電力消費の約40%は代替エネルギーでまかなわれており（2007年時点）、政府は2010年までに代替エネルギー比率を45%にする目標を掲げている。また、波力発電のトップランナーを目指し研究を重ねている。
鉱業資源には恵まれていないが、鉄、銅、錫、銀などを産する。特筆すべきは世界第5位のタングステン鉱であり、2002年時点で700トンを産出した。おもな鉱山はパナスケイラ鉱山。食品工業、繊維工業などが盛んである。
2002年時点では輸出255億ドルに対し、輸入は383億ドルと貿易赤字が続いており、出稼ぎによる外貨獲得に頼っている。貿易形態は、自動車、機械などの加工貿易である。おもな輸出品目は、自動車 （16%）、電気機械 （12%）、衣類 （11%）で、おもな相手国は、スペイン（21%）、ドイツ（18%）、フランス（13%）。おもな輸入品目は、自動車 （13%）、機械 （10%）、原油 （5%）で、おもな相手国は、スペイン（29%）、ドイツ（15%）、フランス（10%）。
2002年時点では、日本への輸出が1.7億ドル。おもな品目は衣類（15%）、コンピュータ部品（15%）、コルク（11%）。日本が輸入するコルクの3分の2はポルトガル産である。タングステンの輸入元としてはロシアに次いで2位で、輸入が6.5億ドル。おもな品目は乗用車 （20%）、トラック （10%）、自動車部品 （8%）である。
2012年になっても経済は復興せず、ポルトガル人の中には、母国の経済的苦境から逃れるためにモザンビークなど旧植民地に移民する動きがある。

## 交通

### 道路
国内交通の中心は道路であり、リスボンとポルトを中心とした高速道路網が整備されている。原則として有料である（一部無料）。
おもな高速道路は以下のとおり。
- A1 リスボン - ポルト
- A2 アルマダ - アルガルヴェ地方 リスボン市へはテージョ川を4月25日橋で渡る。
- A3 ポルト - スペイン・ガリシア地方国境方面
- A4 ポルト - アマランテ
- A5 リスボン - カスカイス
- A6 マラテカ - スペイン・バダホス国境方面 国境にてマドリッド方面のA-5に接続。

### 鉄道
- ポルトガル鉄道（CP）
- リスボンメトロ リスボン市
- ポルトメトロ ポルト都市圏

### 航空
リスボン、ポルト、ファロがおもな国際空港。またこれらの空港から、マデイラ諸島やアソーレス諸島などの離島への路線も出ている。
- TAPポルトガル航空
- SATA Air Açores - ポルトガル のアソーレス諸島を中心とした航空会社

## 国民

ポルトガル語圏諸国を表す地図

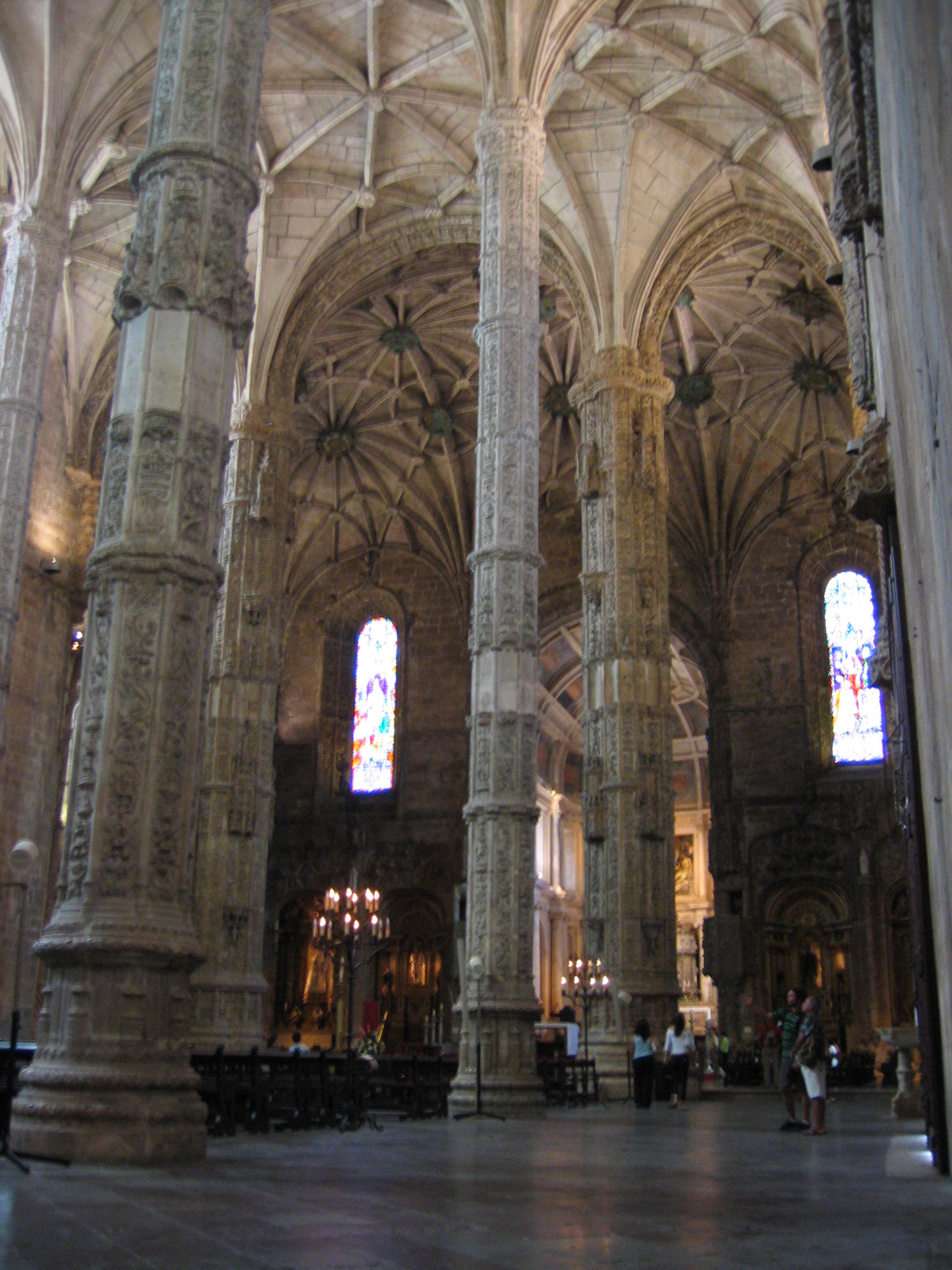
ジェロニモス修道院

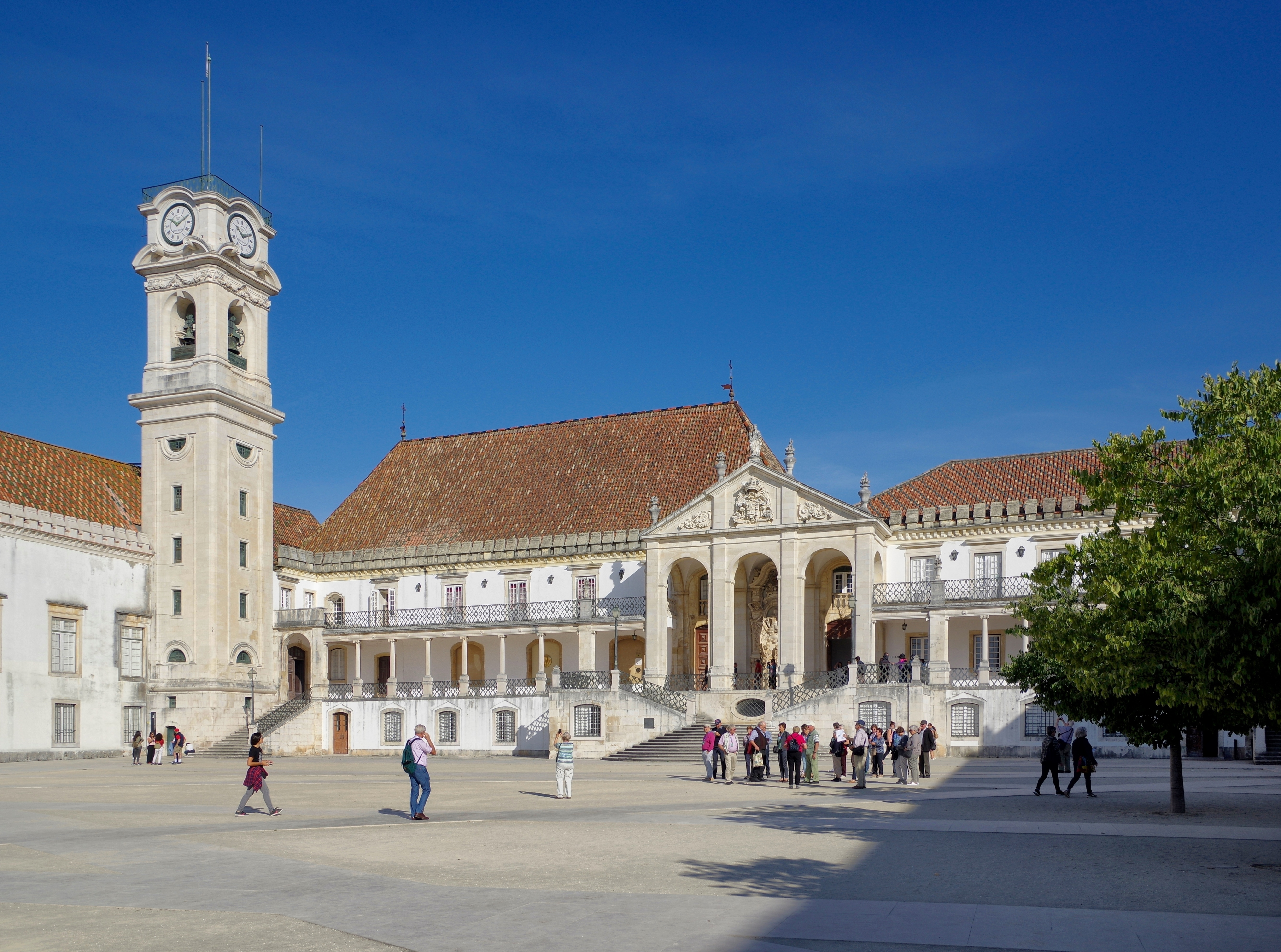
コインブラ大学

ポルトガルの国民の大部分はポルトガル人である。ポルトガル人は先住民であったイベリア人に、ケルト人、ラテン人、ゲルマン人（西ゴート族、スエビ族、ブーリ族）、ユダヤ人、ムーア人（大多数はベルベル人で一部はアラブ人）が混血した民族である。
かつてポルトガルは移民送出国であり、特にサンパウロ州でのコーヒー栽培のために、奴隷に代わる労働力を欲していたブラジルには19世紀後半から20世紀初めまでの期間にかけて多くのポルトガル人が移住した。しかし、ブラジルの生活環境や労働環境に耐えられず帰国するものが多かった。ブラジル以外にもベネズエラ、アルゼンチン、ウルグアイなどのラテンアメリカ諸国に多数のポルトガル人が移住した。また、アンゴラやモサンビークなど、アフリカのポルトガル植民地にも多くのポルトガル人が移住した。1960年代から1970年代にかけてはフランスやスイス、ルクセンブルクなど、西ヨーロッパの先進諸国への移民が増えた。
しかし、1973年のオイル・ショックによる先進国での不況や、カーネーション革命による植民地の放棄により多くの在アフリカポルトガル人が本国に帰国し、代わりにカナダ、アメリカ合衆国への移住が行われるようになった。
このように移民送出国だったポルトガルも、近年ではブラジルをはじめ、ウクライナ、ルーマニア、カーボ・ヴェルデ（カーボベルデ系ポルトガル人）、アンゴラ、ロシア、ギニア・ビサウなど、旧植民地や東ヨーロッパからの移民が流入している。

### 言語
言語はインド・ヨーロッパ語族ロマンス語系のポルトガル語（イベリアポルトガル語）が公用語である。
1999年ブラガンサ県のミランダ・ド・ドウロで話されているミランダ語が同地域の公用語として認められた。
また、ポルトガルの北に位置するスペインのガリシア地方の言語ガリシア語はポルトガル語とは非常に近く、特にドウロ川以北のポルトガル語とは音韻的にも共通点が多い。

### 宗教
宗教はローマ・カトリックが国民の97%を占める。ファティマはマリア出現の地として世界的に有名な巡礼地となった。

### 婚姻
婚姻の際には、自己の姓を用い続ける（夫婦別姓）、あるいは、相手の姓を自己の姓に前置もしくは後置することを選択することが可能である。1977年の法改正で別姓を選択できるようになった。2011年の時点では、既婚女性の60%が婚前の姓をそのまま用いている。また、2010年からは、同性同士の婚姻（同性婚）が認められるようになった。

### 教育
6歳から15歳までが基礎教育（義務教育）期間であり、6歳から10歳までが初等学校（初等教育。基礎教育第一期）、10歳から11歳まで（基礎教育第二期）、12歳から15歳（基礎教育第三期）までが二期に分けられる準備学校（前期中等教育）となっている。前期中等教育を終えると15歳から18歳までが中等学校（後期中等教育。日本における高等学校に相当）であり、後期中等教育は普通コース、技術・職業教育コース、職業教育コース、芸術教育専門コースなどにコースが分かれ、中等学校を終えると高等教育への道が開ける。ポルトガルの初等教育から中等教育にかけての問題としては、留年率の高さなどが挙げられる。
おもな高等教育機関としてはコインブラ大学（1290年）、リスボン大学（1911年）、ポルト大学（1911年）、リスボン工科大学（1930年）、ポルトガル・カトリカ大学（1966年）などが挙げられる。大学は1974年のカーネーション革命以降急速に新設が進み、それに伴い学生数も増加した。
2003年の推計によれば、15歳以上の国民の識字率は93.3%（男性95.5%、女性91.3%）であり、ヨーロッパ諸国の中ではマルタに次いでセルビア・モンテネグロと並ぶ低さだった。なお、第一次世界大戦直前の識字率は約25%だった。

## 治安
ポルトガルの治安は欧州諸国の中では比較的良い方だが、2022年世界平和度指数の「安全・セキュリティ」部門そのものは韓国より下位に位置している。最近はリスボンやポルトなどの大都市を中心にスリ、置き引き、ひったくりといった一般犯罪が増加傾向にある。
同国政府が発表した2018年の犯罪認知件数は333,223件で、前年より2.6％減少しているが、この内 殺人や強盗ならび放火などの凶悪犯罪認知件数は13,981件で前年より8.6％減少しており、2008年以降最も低い水準となっている。
認知件数の多い犯罪は、車上狙い（平均65/日）、暴行（平均63件/日）、飲酒運転（平均50件/日）、置き引き（平均34件/日）、スリ（平均34件/日）の順となっている。車上狙いは前年より5.1%増加しており、スリや置き引きなど観光客を狙った犯罪も後を絶たない。

### 人権・差別
欧州委員会の2019年5月の調査によると、ポルトガルは日本人を含むアジア人に対する差別が欧州連合平均より高いことが判明した。

## 文化
ポルトガルの文化の多くは、大西洋に面した立地の影響を受けている。
イベリア半島にかつて居住していたケルト人、ローマ人、アラブ人などの影響を受けながら、カトリックを基盤にポルトガル人によって育まれてきた。政治や経済においてポルトガルはイギリスの強い影響を受けて来たが、文化面ではイギリスの文化の影響よりもフランスの文化の影響が強い。隣国スペインと同様に闘牛の文化もある。なお、ポルトガルの文化とブラジルの文化を象徴する言葉に郷愁を表す「サウダージ」（Saudade）という言葉がある。

### 食文化

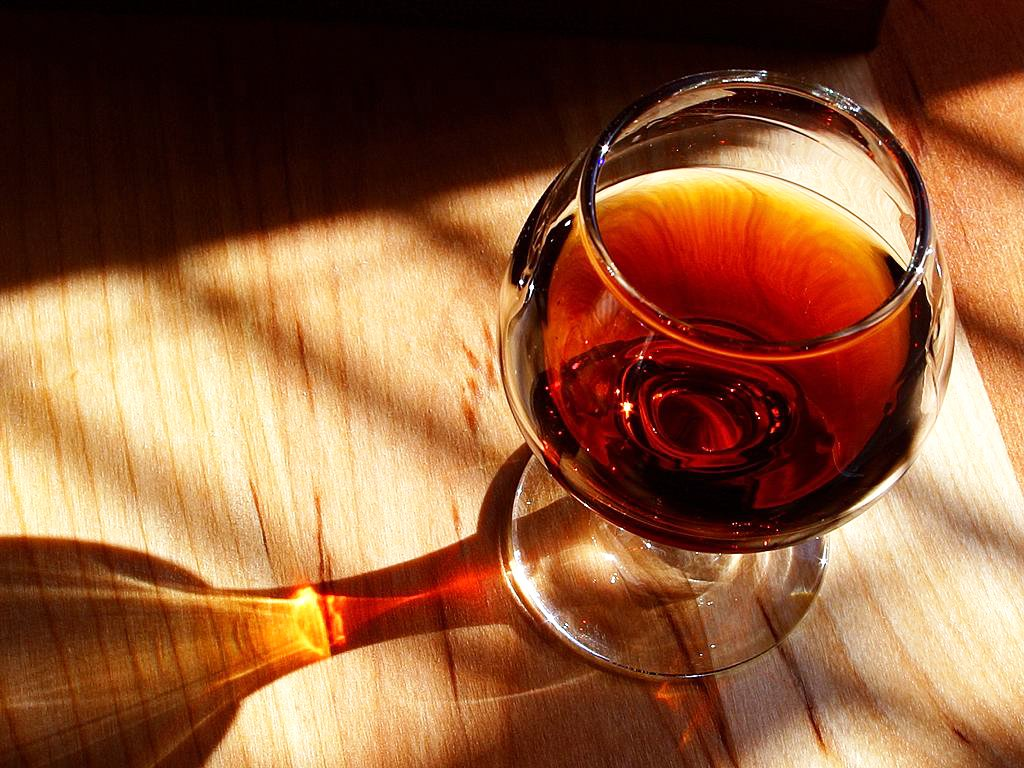
ポルトワイン

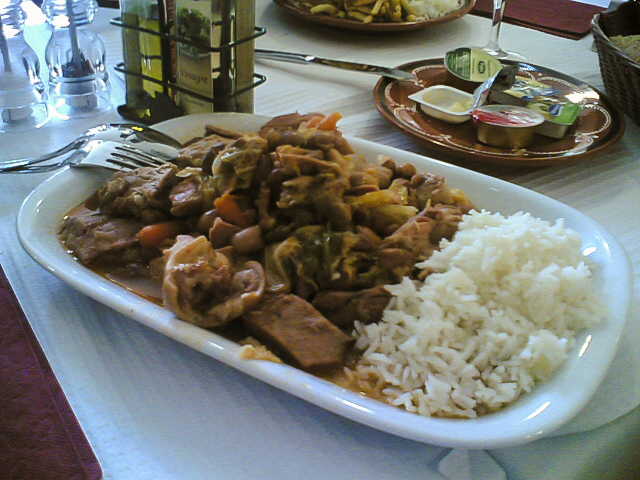
ポルトガルのフェジョアーダ

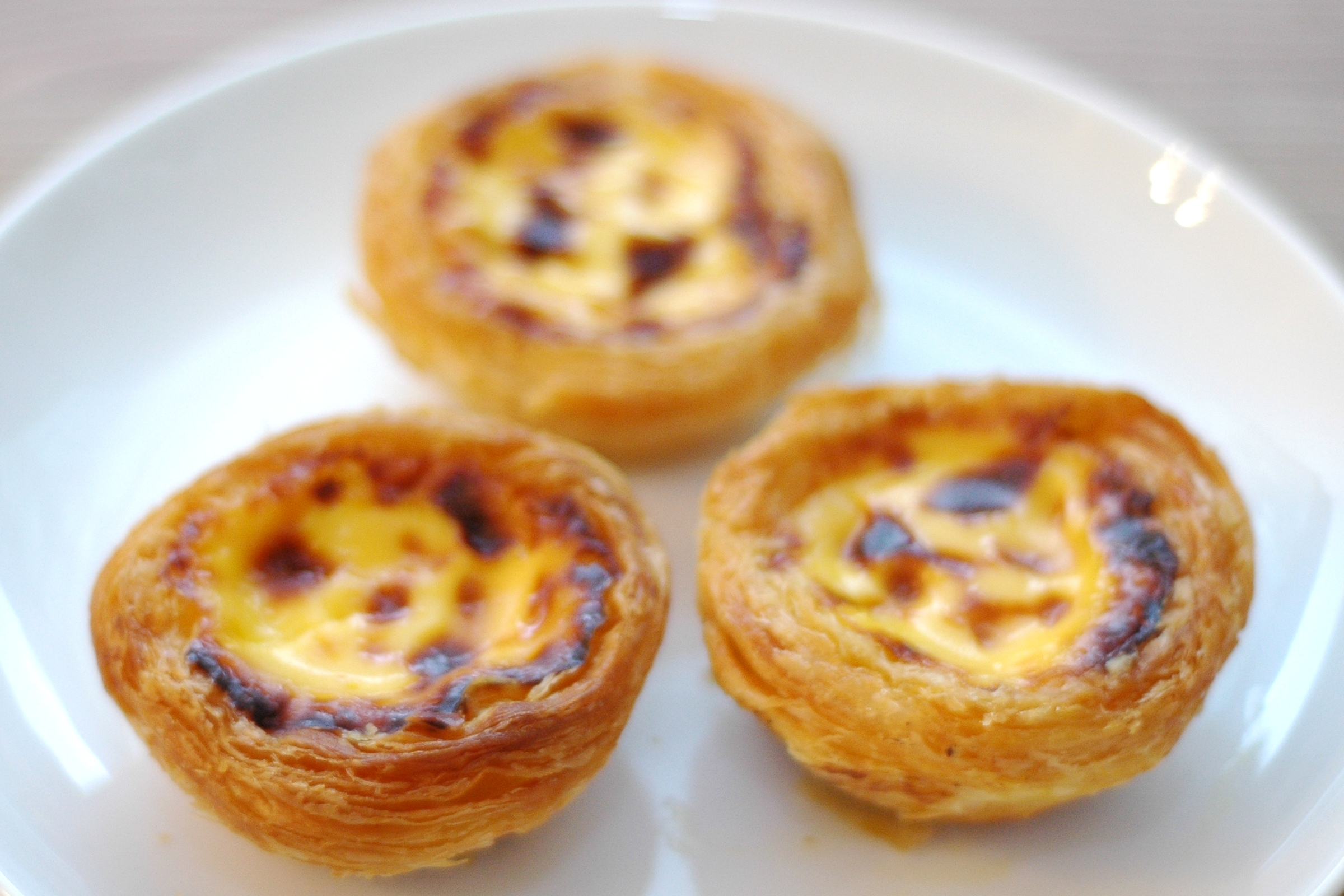
パステル・デ・ナタ

ポルトガル料理は魚介類を使うことが多く、イワシ、サバ、アンコウなどの多様な魚の中でも、特に干鱈（ほしだら、バカリャウ）がよく用いられる。穀物としては小麦、トウモロコシ、ライ麦、米が用いられ、米はヨーロッパで最多の消費量である。ほかには豚肉が使われる。おもな料理として、フェジョアーダ（ブラジルのものとは異なる）、石のスープ、ガスパチョ、パステル・デ・ナタ、アルフェニンなどが挙げられる。
ポルトガルワイン（ポルトワイン、マデイラワイン、ヴィーニョ・ヴェルデ、ダンワイン）は古くから高い品質を保っている。

### 文学

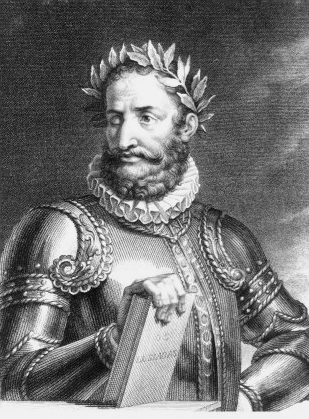
ルイス・デ・カモンイス。ポルトガルの民族叙事詩『ウズ・ルジアダス』（1572年）を残した

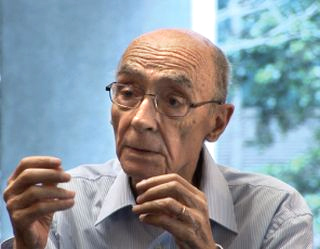
ノーベル文学賞作家、ジョゼ・サラマーゴ。『白の闇』（1995）はブラジルのフェルナンド・メイレリスによって『ブラインドネス』として映画化された

ポルトガル文学は12世紀末のガリシア＝ポルトガル語でトゥルバドゥール（吟遊詩人）によって詠われた中世叙事詩にはじまった。
16世紀のルネサンス時代にはポルトガル演劇の父となったジル・ヴィセンテや、詩人のサー・ダ・ミランダなどが現れ、叙事詩『ウズ・ルジアダス』などの作品を残したルイス・デ・カモンイスは、特に国民的な詩人であるとされている。また、15世紀から17世紀前半にかけてはポルトガルの海外進出を反映して紀行文学が栄え、ポルトガル人による西アフリカ探検と奴隷狩りを描いた『西アフリカ航海の記録』のゴメス・エアネス・デ・アズララに始まり、ブラジルの「発見」を記録した『カミーニャの書簡』のペロ・ヴァス・デ・カミーニャ、『東方諸国記』のトメ・ピレス、『東洋遍歴記』（1614）のフェルナン・メンデス・ピントなどが現れた。
17世紀、18世紀のポルトガル文学は不調だったが、19世紀に入ると1825年にアルメイダ・ガレットの『カモンイス』によってポルトガルに導入されたロマン主義は、ガレットとアレシャンドレ・エルクラーノによって発展させられ、第二世代の『破滅の恋』（1862）などで泥沼の恋愛関係を描いたカミーロ・カステロ・ブランコによって完成された。19世紀半ばからは写実主義のジュリオ・ディニス、エッサ・デ・ケイロス、テオフィロ・ブラガなどの小説家が活躍した。19世紀末から20世紀はじめにかけて、テイシェイラ・デ・パスコアイスはポルトガル独自のアイデンティティを「サウダージ」という言葉に見出し、このサウドディズモから『ポルトガルの海』を残した大詩人フェルナンド・ペソアが生まれた。この時期の日本との関わりにおいては、ヴェンセスラウ・デ・モラエスが特に言及される。 
現代の著名な作家としては、『修道院回想録』（1982）や『白の闇』（1995）で知られ、1997年にノーベル文学賞を受賞した作家のジョゼ・サラマーゴや、ポルトガル近現代史を主なテーマにするアントニオ・ロボ・アントゥーネスなどの名が挙げられる。
カモンイスに因み、1988年にポルトガル、ブラジル両政府共同でポルトガル語圏の優れた作家に対して贈られるカモンイス賞が創設された。

### 音楽
ポルトガルの音楽は、宮廷吟遊詩人や、カトリック教会の音楽の影響を受けて育まれてきた。クラシック音楽においては、19世紀末から20世紀初頭にかけての文化ナショナリズムの高揚からポルトガル的な作品の創作が進められ、ポルトガルの民衆音楽を題材にした交響曲『祖国』を残したジョゼ・ヴィアナ・ダ・モッタや、交響曲『カモンイス』のルイ・コエーリョ、古代ルシタニ族の英雄ヴィリアトゥスを題材にしたオラトリオ『葬送』のルイス・デ・フレイタス・ブランコなどの名が特筆される。
ポルトガル発のポピュラー音楽（いわゆる民族音楽、ワールドミュージック）としては、特にファド（Fado）が挙げられ、このファドを世界中で有名にしたアマリア・ロドリゲス（1920 - 1999）は今でも国内外で広く愛されているが、近年ではドゥルス・ポンテスやマリーザなど、若手の台頭も著しい。ファドにはリスボン・ファドとコインブラ・ファドがある。そのほかにも現代の有名なミュージシャンには、1960年代に活躍し、カーネーション革命の際に反戦歌『グランドラ、ビラ・モレーナ』が用いられたポルトガル・フォーク歌手ジョゼ・アフォンソの名が挙げられる。なお、日本でもCM曲として使われたことで有名になったマドレデウスの音楽はファドとは呼びがたいが（アコーディオンは通常ファドでは使われない）、彼らの音楽も非常にポルトガル的であることは間違いない。
近年は、アンゴラからもたらされたキゾンバやクドゥーロのような音楽も人気を博し、ポルトガルからもブラカ・ソン・システマのようなクドゥーロを演奏するバンドが生まれている。
また、ポルトガルは近来、デス、ブラック、シンフォニックメタルなどのゴシック要素の強いダーク系ヘヴィメタルの良質なバンドを輩出している。ゴシックメタルバンド、MOONSPELLはポルトガルのメタルシーンを世界に知らしめた。今や世界のメタルシーンのトップバンドとなったMOONSPELLは、ヘヴィメタルとゴシック系の両方のシーンから絶大な支持を得ている。

### 美術

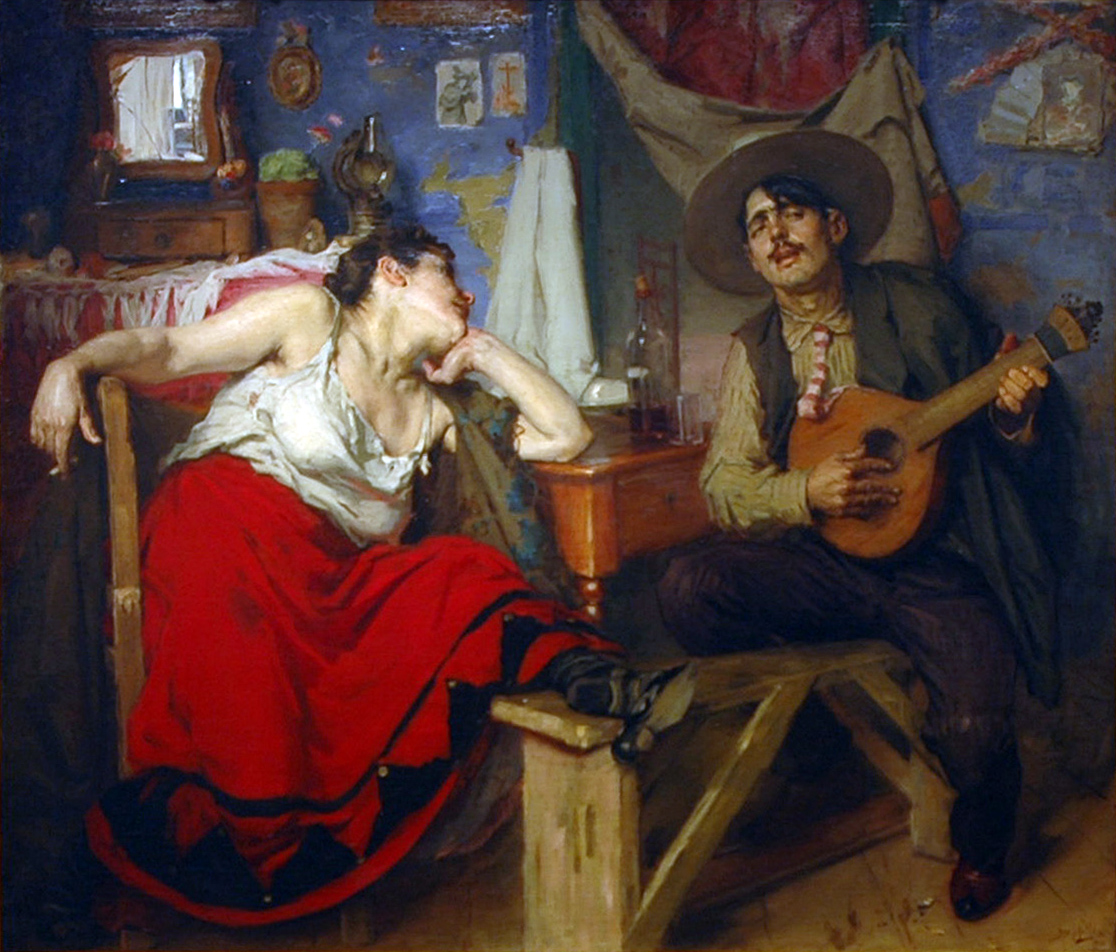
ジョゼ・マリョア画『ファド』

絵画においてはルネサンス時代にフランドル学派の影響を受け、この時代にはヴィゼウ派のヴァスコ・フェルナンデスとリスボン派のジョルジェ・アフォンソの対立があり、『サン・ヴィセンテの祭壇画』を描いたヌーノ・ゴンサルヴェスがもっとも傑出した画家として知られている。17世紀には『聖ジェロニモ』のアヴェラール・レベロ、『リスボンの全景』のドミンゴス・ヴェイラのほかに傑出した画家は生まれなかったが、18世紀になるとローマで学んだヴィエイラ・ポルトゥエンセやバロックのドミンゴス・アントニオ・デ・セケイラのような、ポルトガル美術史上最高峰の画家が現れた。19世紀に入ると、1836年にリスボンに美術アカデミーが作られ、フランシスコ・アウグスト・メトラスらが学んだ。19世紀後半には絵画でもナショナリズムの称揚が目指され、写実主義のもとにポルトガル北部の田園風景を描いたアントニオ・ダ・シルバ・ポルトや、『ファド』に見られるようにエリートから隔絶した民衆の世界を描いたジョゼ・マリョアが活躍した。
ポルトガルで発達した伝統工芸として、イスラーム文化の影響を受けたタイル・モザイクのアズレージョや、金泥木彫のターリャ・ドラダなどが存在する。

### 映画
ポルトガルに映画が伝えられたのは1896年6月で、リスボンでヨーロッパから持ち込まれた映写機の実演にはじまる。その5か月後にはポルトでアウレリオ・ダ・バス・ドス・レイスが自作映画を上映した。ポルトはポルトガル映画の中心地となり、1931年にはマノエル・デ・オリヴェイラによって『ドウロ川』が制作された。オリヴェイラはネオレアリズモの先駆的作品となった『アニキ・ボボ』（1942）などを撮影したのち西ドイツに渡り、1950年代にポルトガルに帰ってから『画家と町』（1956）などを撮影した。1960年代に入ると、フランスのヌーヴェルヴァーグとイタリアのネオレアリズモに影響を受けてノヴォ・シネマ運動がはじまり、『青い年』のパウロ・ローシャや、ジョアン・セーザル・モンテイロらが活躍した。
現代の映像作家としては『ヴァンダの部屋』（2000）のペドロ・コスタの名が挙げられる。

### 建築
ポルトガルは建築の歴史が長い国の一つに数えられている。その起源は新石器時代に遡ることができ、巨石文化に関連するものが遺されている。
紀元前2世紀にはイベリア半島のヒスパニアでローマ帝国の襲来による古代ローマ人の到来と共に古代ローマ文化が齎され、文明が著しく発展して行った。これにより征服された同国地域の集落や村は、ローマ形式に従って近代化されることが多く、広場や道路をはじめ劇場や寺院、大浴場、水道橋、その他の公共の施設がローマ建築の影響を受けた形で建築されていた。やがて5世紀に始まったゲルマン人（特にスエビ族と西ゴート族）による侵略により、ローマ文化からロマネスクへの転換が図られていった。その後、711年にマグレブからのムーア人によるイベリア半島の侵略で西ゴート族のポルトガル地域支配に終止符が打たれ、ムーア人の文化はポルトガル地域南部の芸術と建築に強い影響を与えることとなった。
以降もイスラム系の文化とキリスト教系の宗教文化が交わりつつも入れ替わる時代が続いたためにポルトガルの建築における文化は独自性を窮めて行くこととなった。近代建築においてはエスティロ・プルトゥゲザ・スァーブ（Estilo Português Suave，Soft Portuguese style）と呼ばれる建築様式が1930年代から1960年代にかけて同国の公共および民間の建物で使用されている。
一方で、ポルトガルの建築技法は近隣諸国をはじめ、同国植民地の歴史を持つアフリカや中南米の国々ならびアジアの地域に強い影響を与えている。

### 世界遺産
ポルトガル国内には、ユネスコの世界遺産リストに登録された文化遺産が12件、自然遺産が1件存在する。

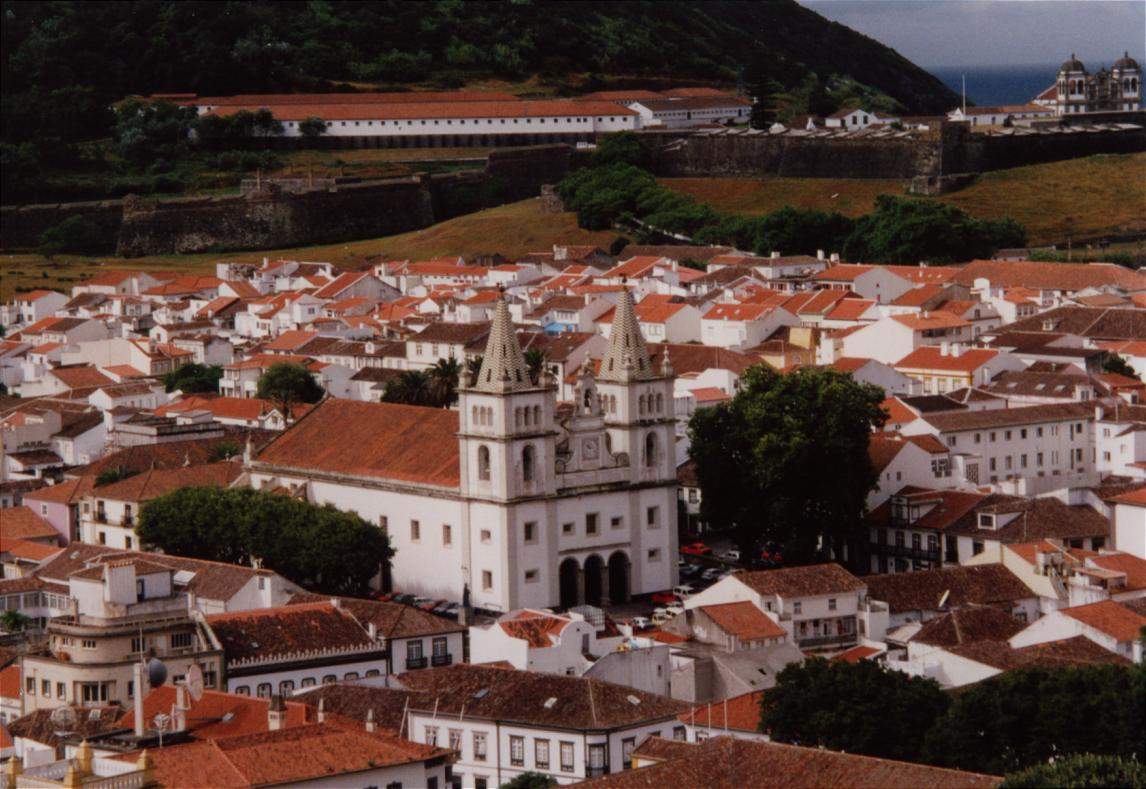
アゾレス諸島のアングラ・ド・エロイズモ中心地区 - （1983年）
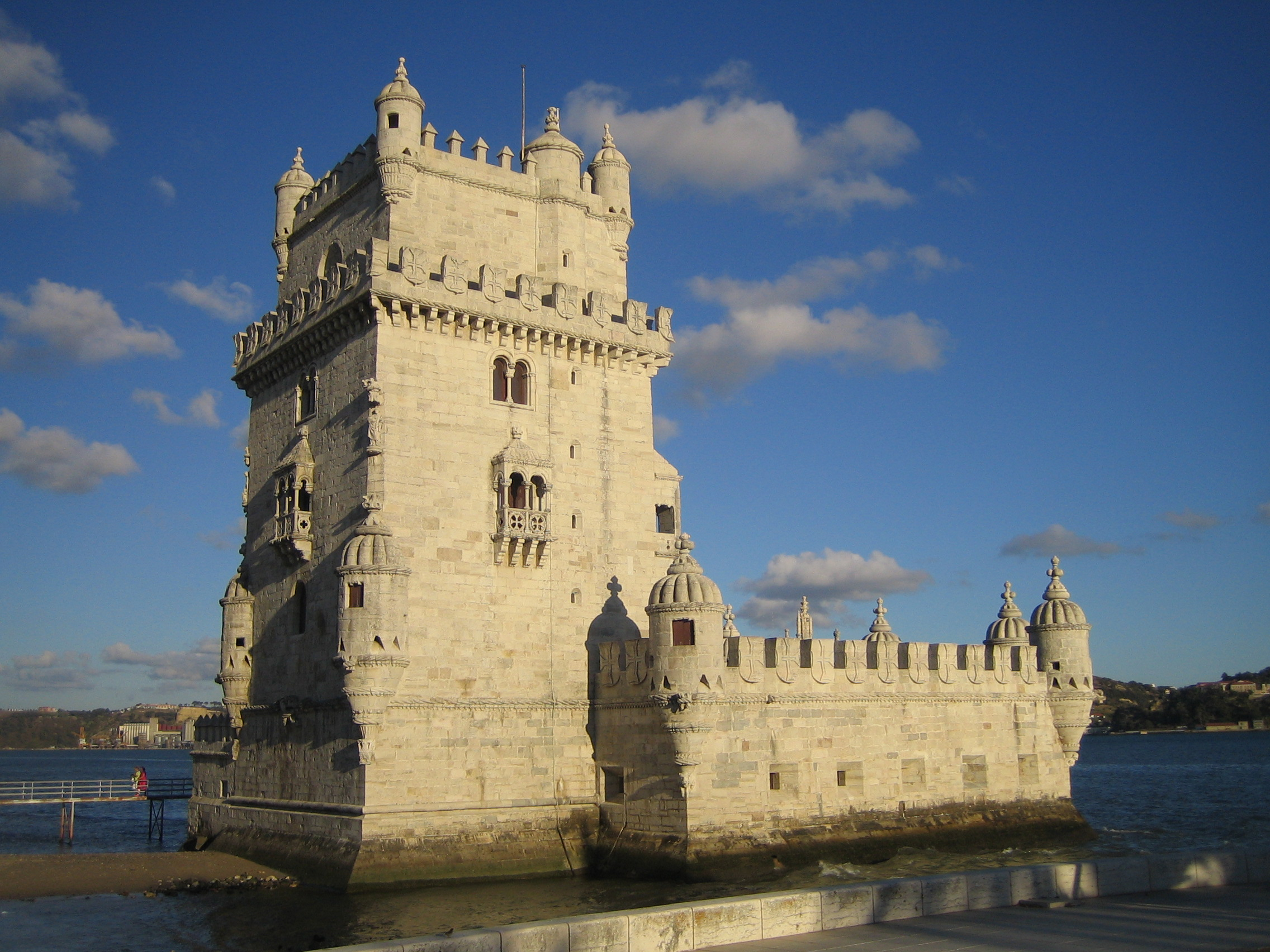
リスボンのジェロニモス修道院とベレンの塔 - （1983年）
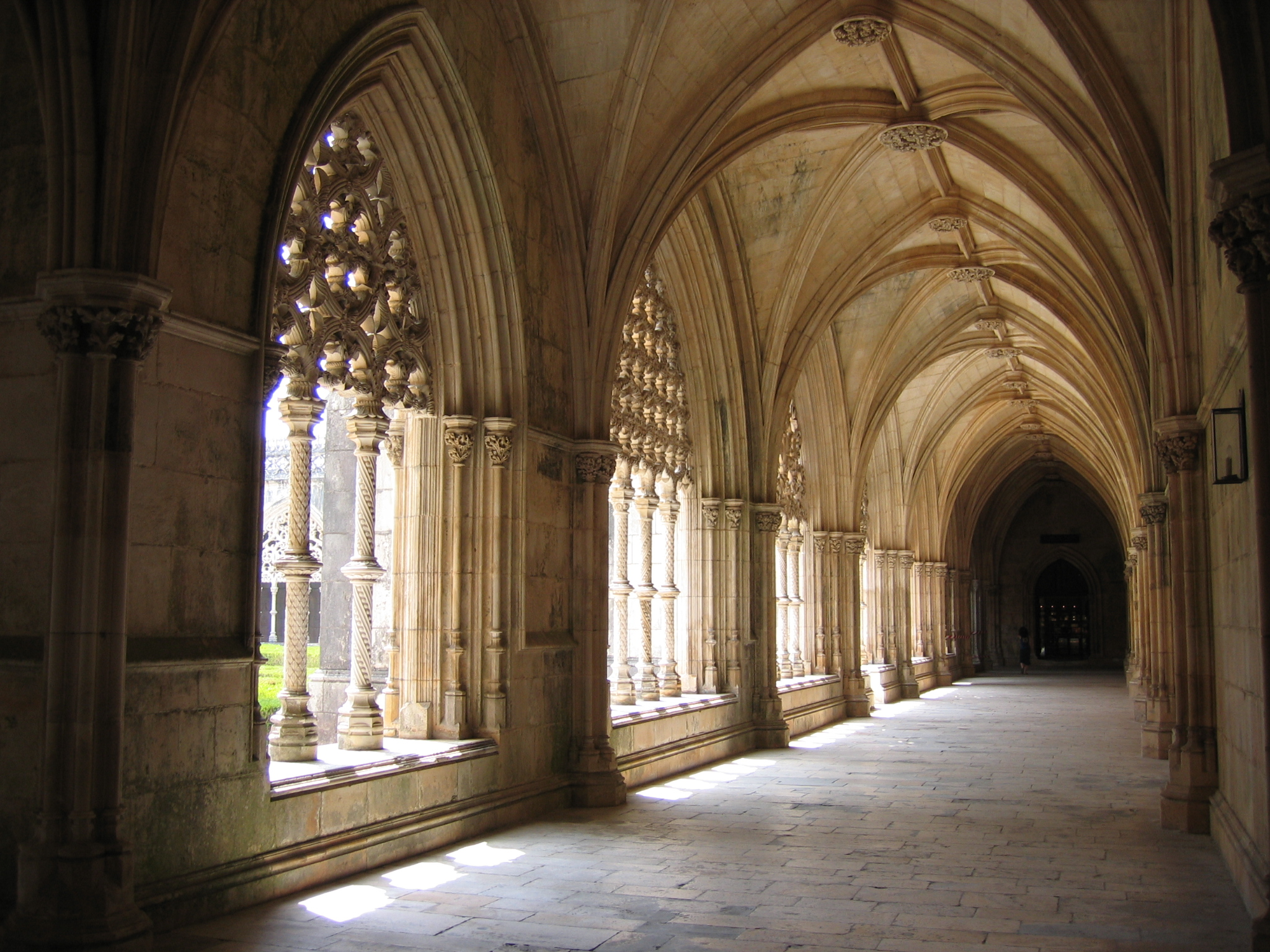
バターリャ修道院 - （1983年）
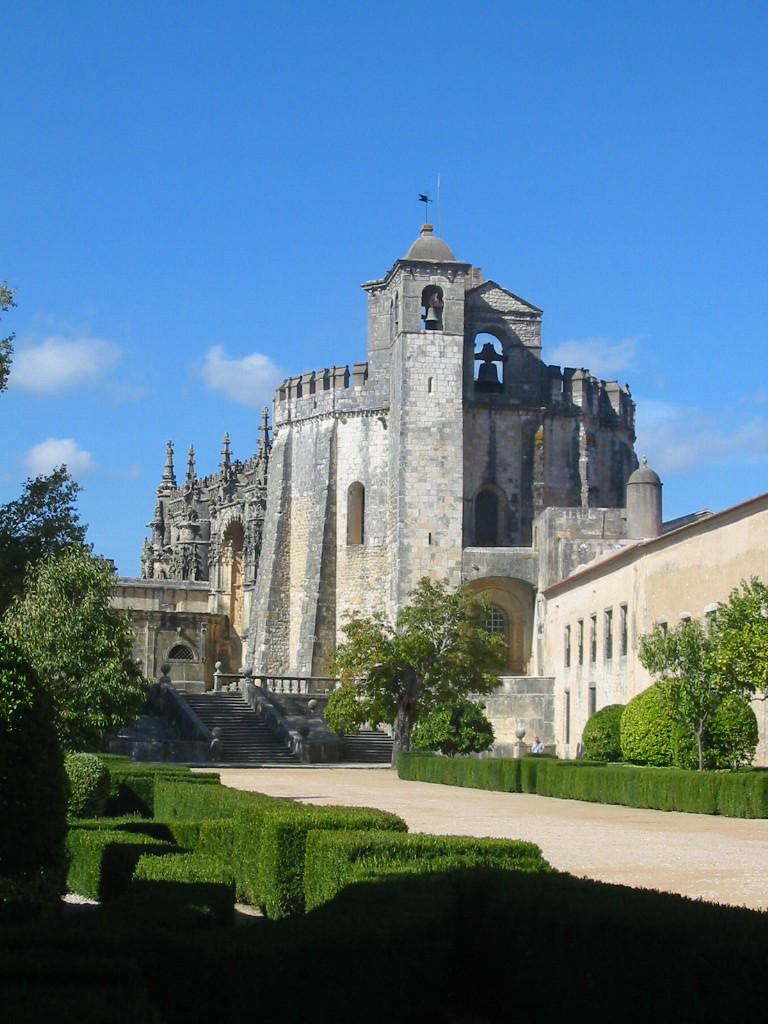
トマールのキリスト教修道院 - （1983年）
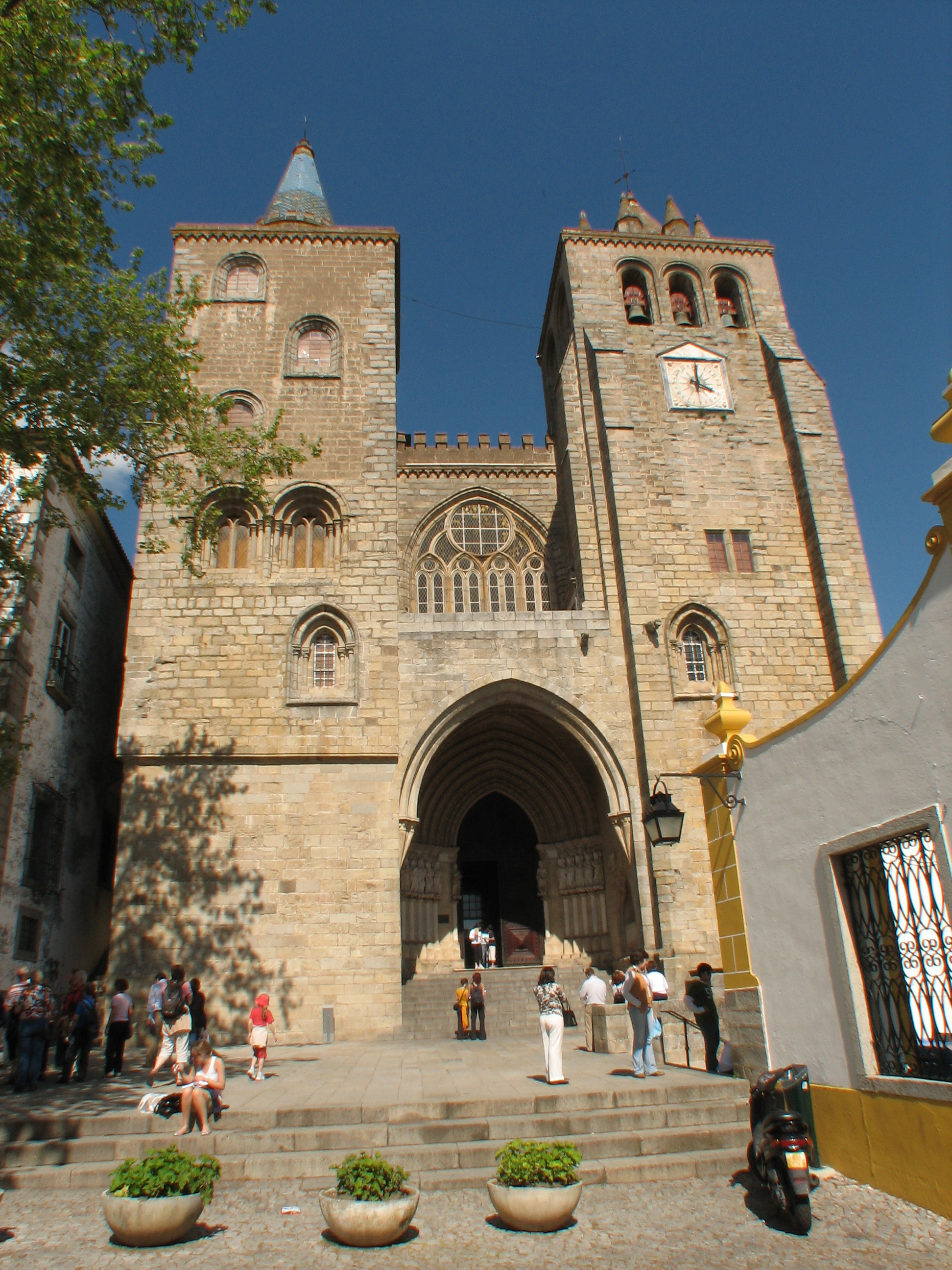
エヴォラ歴史地区 - （1986年）
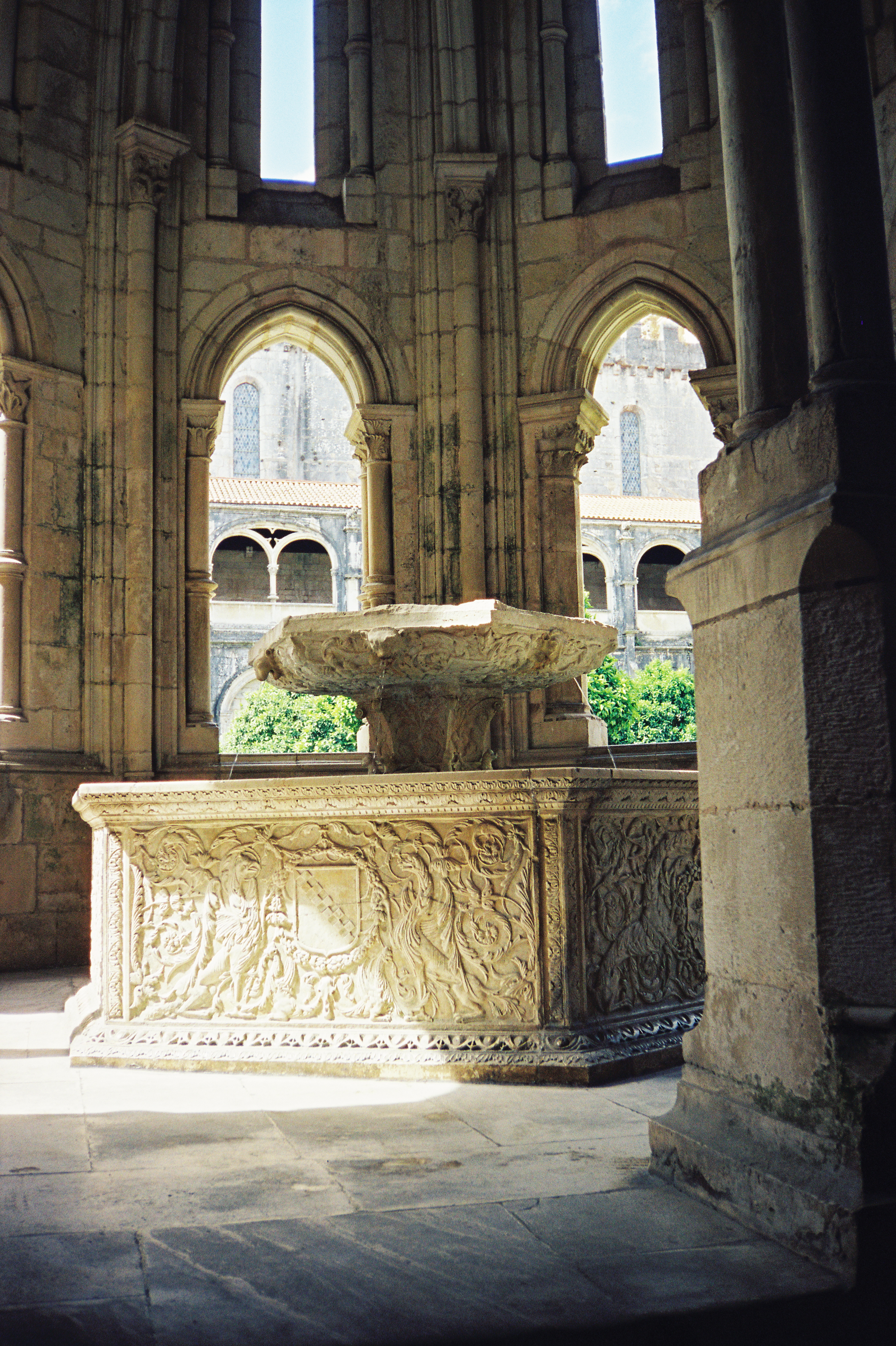
アルコバッサ修道院 - （1989年）
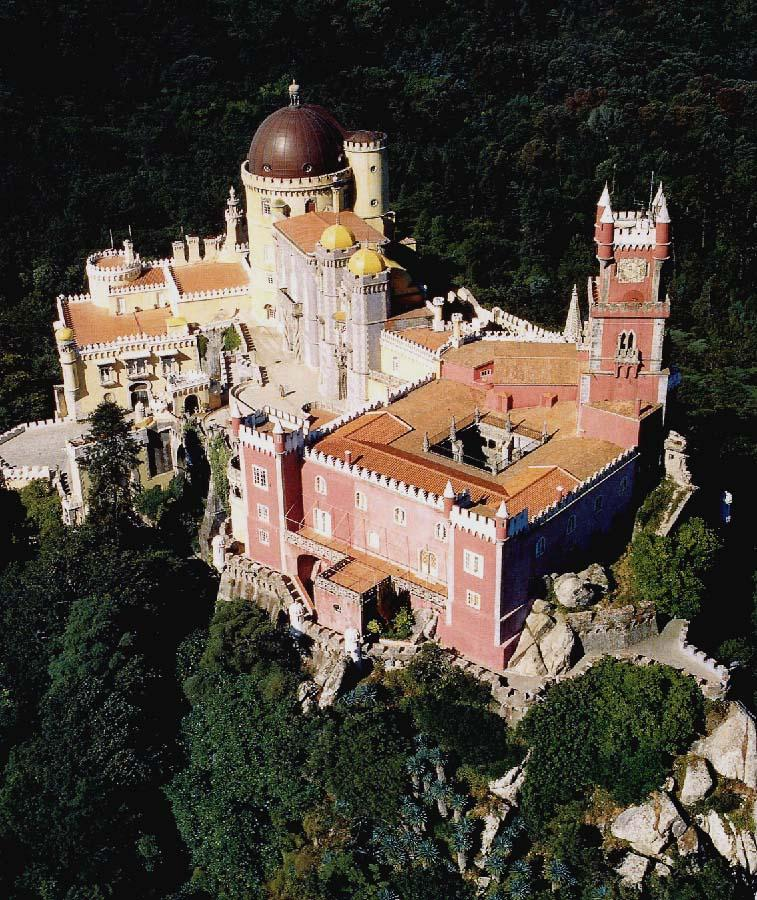
シントラの文化的景観 - （1995年）
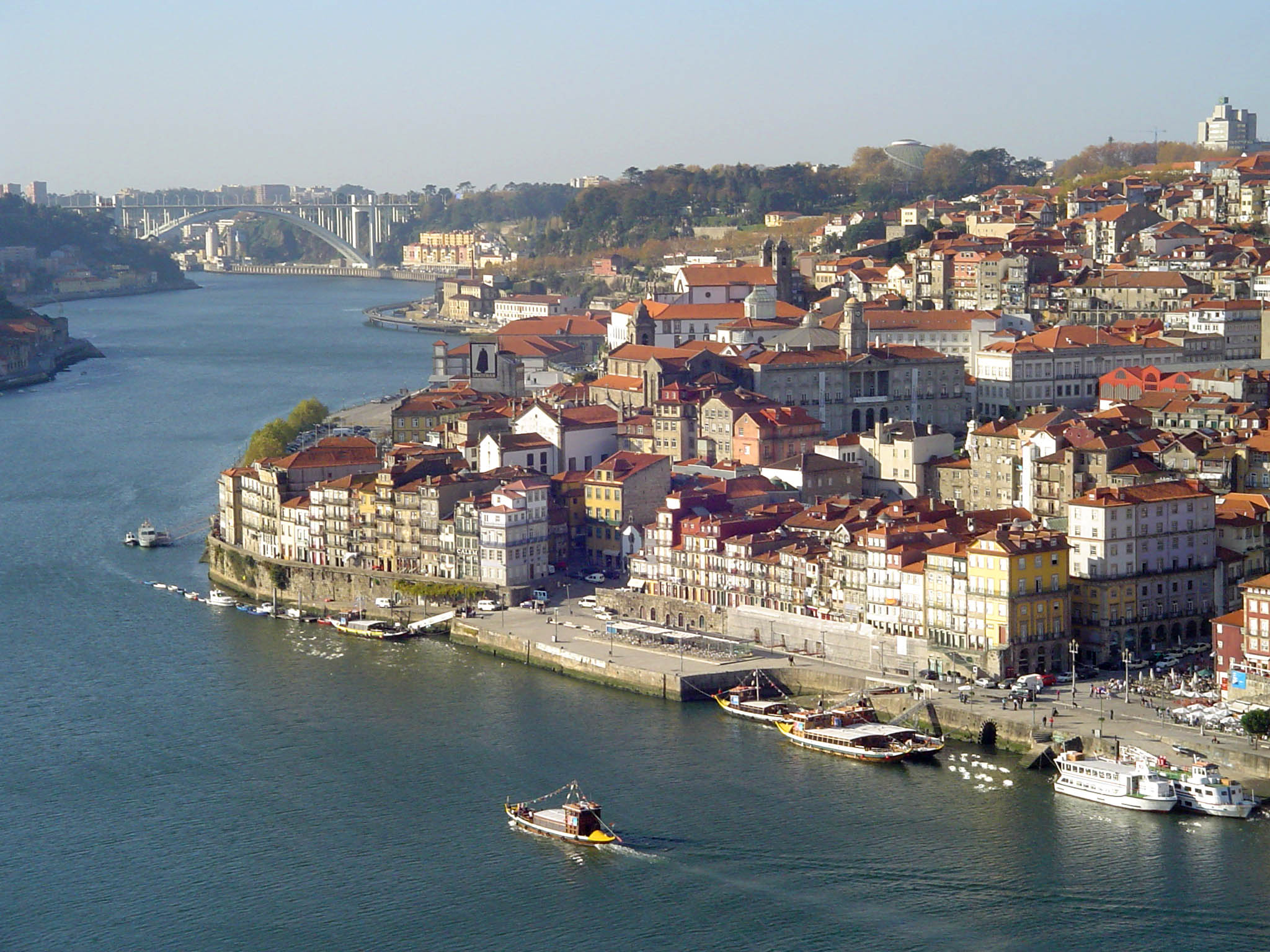
ポルト歴史地区 - （1996年）
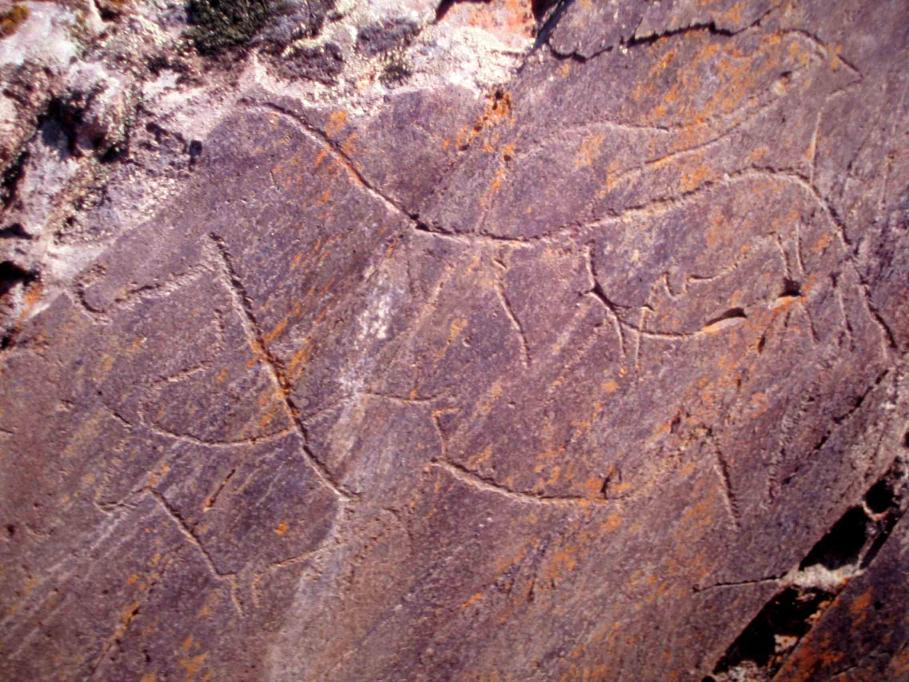
コア渓谷の先史時代の岩絵遺跡群 - （1998年）
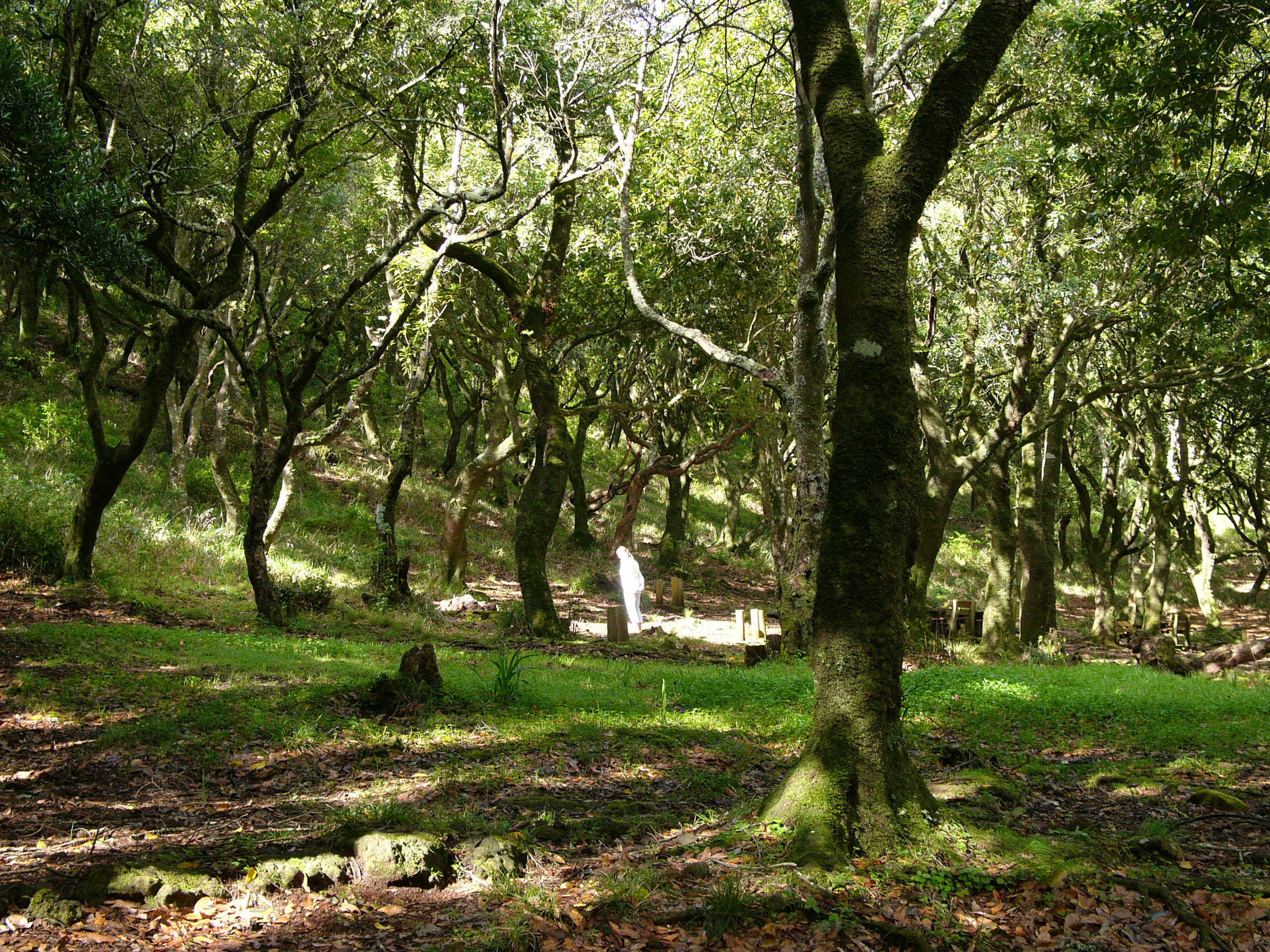
マデイラ島の照葉樹林 - （1999年）
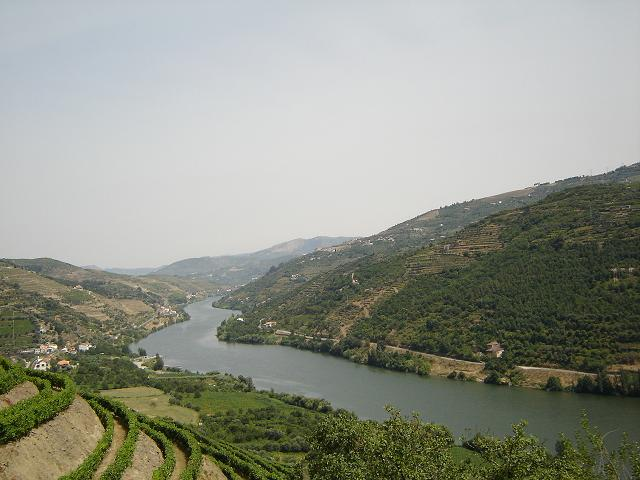
アルト・ドウロ・ワイン生産地域 - （2001年）
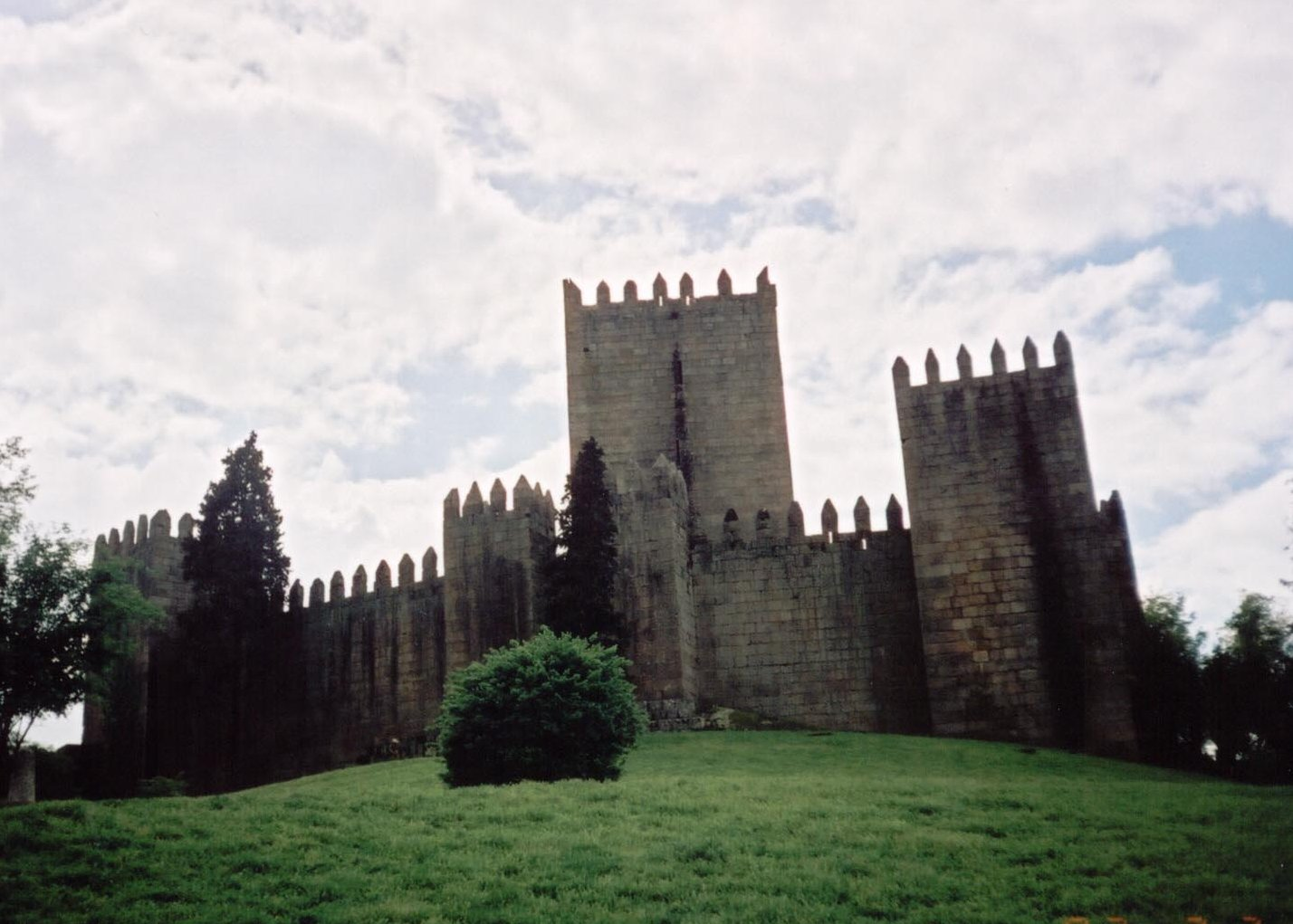
ギマランイス歴史地区 - （2001年）
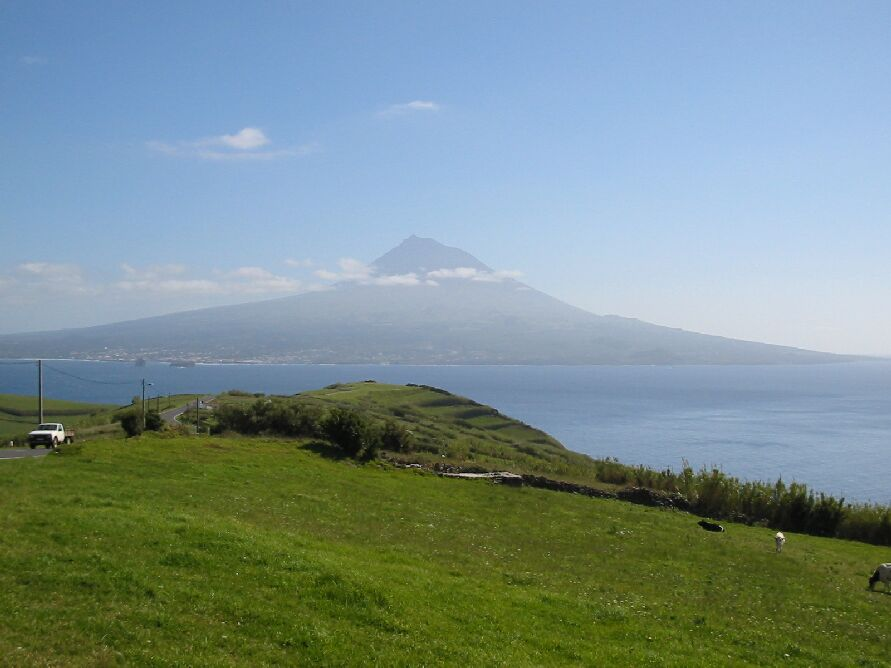
ピコ島のブドウ畑の景観 - （2004年）

### 祝祭日
| 日付     | 日本語表記       | 現地語表記                   | 備考                               |
| -------- | ---------------- | ---------------------------- | ---------------------------------- |
| 1月1日   | 元日             | Ano Novo                     |                                    |
| 2月      | カルナヴァル     | Carnaval                     | 移動祝日                           |
| 3月～4月 | 聖金曜日         | Sexta-Feira Santa            | 復活祭前の金曜日                   |
| 3月～4月 | 復活祭           | Páscoa                       | 移動祝日                           |
| 4月25日  | 解放記念日       | Dia da Liberdade             | カーネーション革命（1974年）記念日 |
| 5月1日   | メーデー         | Dia do Trabalhador           |                                    |
| 6月10日  | ポルトガルの日   | Dia de Portugal              | カモンイスの命日                   |
| 6月      | 聖体の祝日       | Corpo de Deus                | 移動祝日 復活祭60日後              |
| 6月13日  | 聖アントニオの日 | Dia de Santo António         | リスボンのみ                       |
| 6月24日  | 聖ジョアンの日   | Dia de São João              | ポルト、ブラガのみ                 |
| 8月15日  | 聖母被昇天祭     | Assunção de Nossa Senhora    |                                    |
| 10月5日  | 共和国樹立記念日 | Implantação da República     |                                    |
| 11月1日  | 諸聖人の日       | Todos os Santos              |                                    |
| 12月1日  | 独立回復記念日   | Restauração da Independência | 1640年にスペインとの同君連合を廃絶 |
| 12月8日  | 無原罪の聖母     | Imaculada Conceição          |                                    |
| 12月25日 | クリスマス       | Natal                        |                                    |

### スポーツ
サッカー

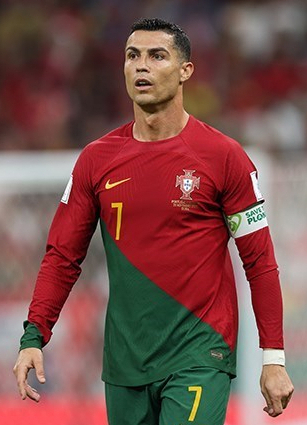
サッカーポルトガル代表のクリスティアーノ・ロナウド (2022年)

ポルトガル国内ではサッカーが圧倒的に1番人気のスポーツとなっており、1934年にプロサッカーリーグのプリメイラ・リーガが創設された。リーグはトレス・グランデスと呼ばれるSLベンフィカ、FCポルト、スポルティングCPの3強によって支配されている。
ポルトガルサッカー連盟（FPF）によって構成されるサッカーポルトガル代表は、FIFAワールドカップには1966年大会で初出場して以降、1986年大会、2002年大会、2006年大会、2010年大会、2014年大会、2018年大会、2022年大会と8度の出場歴を持つ。
UEFA欧州選手権では自国開催となった2004年大会で準優勝し、2016年大会では国際大会初優勝を果たした。2018年に新設されたUEFAネーションズリーグでは、第一回大会となった2018-19シーズンで初代王者の座についた。
他方で、女子サッカーで権威のある「アルガルヴェ・カップ」を、ポルトガル南部のアルガルヴェ地方で1994年より毎年開催している。
陸上競技
陸上競技においては、1984年のロサンゼルス五輪・男子マラソンで金メダルを獲得したカルロス・ロペスや、1988年のソウル五輪・女子マラソンで金メダルを獲得したロザ・モタ、1995年世界陸上と1996年アトランタ五輪・10,000mを優勝したフェルナンダ・リベイロ、2008年北京五輪・三段跳で金メダルを獲得したネルソン・エボラ、2021年東京五輪・三段跳で金メダルを獲得したペドロ・ピカルドなどがいる。
モータースポーツ
F1やMotoGPのポルトガルグランプリ、WRCのラリー・ド・ポルトガル、WTCRのエストリル戦などの国際的イベントが開催されている。また、ヨーロッパやアフリカ開催時代のダカール・ラリーでは首都のリスボンが経由地となっており、2006年には同地が出発点となった。さらに、モトクロスやクロスカントリーで活躍するエルダー・ロドリゲス、MotoGPで初のポルトガル人ウィナーとなったミゲル・オリベイラはCDPアワーズの男性部門を受賞したことがあり、特にオリベイラは直近6年間で4度受賞という人気ぶりを見せている。F1での優勝者はまだおらず、ティアゴ・モンテイロの3位表彰台が最高である。
その他の競技
卓球ではマルコス・フレイタスがITTF世界ランキングで最高7位、ITTFワールドツアーグランドファイナルのシングルスで銅メダルを獲得しており、ティアゴ・アポローニャやジョアン・モンテイロも国際大会でメダルを獲得した。ポルトガルの闘牛はスペインとは異なり基本的には牛を殺さないが、スペイン国境地帯のバランコスでは国内で唯一牛を殺す闘牛が行われている。

## 著名な出身者
- アントニオ・サラザール - 元首相、政治家、経済学者、独裁者
- ジョゼ・マヌエル・ドゥラン・バローゾ - 元首相、元欧州委員会委員長
- マリア・デ・ルルデス・ピンタシルゴ - 元女性首相、元欧州議会議長
- ジョアン・ロドリゲス - イエズス会士、通訳士
- ルイス・フロイス - イエズス会士（フロイス日本史の著者）
- ルイス・デ・カモンイス - 詩人（ウズ・ルジアダスの著者）
- フェルナンド・ペソア - 詩人
- ヴェンセスラウ・デ・モラエス - 海軍軍人、外交官、知日家
- ジョゼ・サラマーゴ - 作家（ノーベル文学賞受賞）
- ルイス・デ・フレイタス・ブランコ - 作曲家
- アマリア・ロドリゲス - 歌手、女優
- マリア・ジョアン・ピレシュ - ピアニスト
- ネリー・ファータド - 歌手（両親がアゾレス諸島出身）
- ファティマ・ロペス - ファッションデザイナー
- アルヴァロ・シザ - 建築家
- マノエル・デ・オリヴェイラ - 映画監督
- エウゼビオ - 元サッカー選手（モザンビーク出身）
- ルイス・フィーゴ - 元サッカー選手
- ルイ・コスタ - 元サッカー選手
- ペドロ・パウレタ - 元サッカー選手
- デコ - 元サッカー選手（ブラジル出身）
- リカルド・カルヴァーリョ - 元サッカー選手
- クリスティアーノ・ロナウド - サッカー選手（アル・ナスルFC所属）
- ジョゼ・モウリーニョ - サッカー指導者（ASローマ監督）
- ジョルジュ・メンデス - FIFA公認の代理人（Gestifute代表取締役）
- ミゲル・オリベイラ - オートバイレーサー
- ルイ・コスタ - 自転車ロードレース選手
- セルジオ・パウリーニョ - 自転車ロードレース選手
- ペドロ・ラミー - 元F1ドライバー
- ティアゴ・モンテイロ - F1ドライバー
- ロザ・モタ - 元女子マラソン選手
- フェルナンダ・リベイロ - 元陸上競技選手
- フェルナンド・マメーデ - 元陸上競技選手